# 第36回フェブラリーステークス
第36回フェブラリーステークス（GI）は、2019年2月17日に東京競馬場で施行された競馬の競走である。インティが優勝した。
また、コパノキッキングに騎乗した藤田菜七子は日本中央競馬会（JRA）所属の女性騎手の初GI騎乗を記録した。

## 概要
冬のダートチャンピオン決定戦である本レースは、天候:晴、馬場状態:良で開催された。優勝したのは、5歳の牡馬で野中賢二厩舎所属のインティ、クビ差の2着にはゴールドドリーム、そこから4馬身離れた3着にはユラノトが入った。JRA所属の女性騎手として初めてのGIに騎乗した藤田菜七子は、コパノキッキングとともに参戦し、優勝したインティに1.0秒離された5着となった。
| 着順 | 馬名             | 性齢 | 騎手       | 斤量 | タイム | 着差  | 着差 | 人気 |
| ---- | ---------------- | ---- | ---------- | ---- | ------ | ----- | ---- | ---- |
| 1    | インティ         | 牡5  | 武豊       | 57   | 1:35.6 |       |      | 1    |
| 2    | ゴールドドリーム | 牡6  | C.ルメール | 57   | 1:35.6 | クビ  | 0.0  | 2    |
| 3    | ユラノト         | 牡5  | 福永祐一   | 57   | 1:36.3 | 4馬身 | 0.7  | 8    |
|      |                  |      |            |      |        |       |      |      |
| 5    | コパノキッキング | 騸4  | 藤田菜七子 | 57   | 1:36.6 |       | 1.0  | 4    |

## レース施行前の状況

### 主な競走の結果

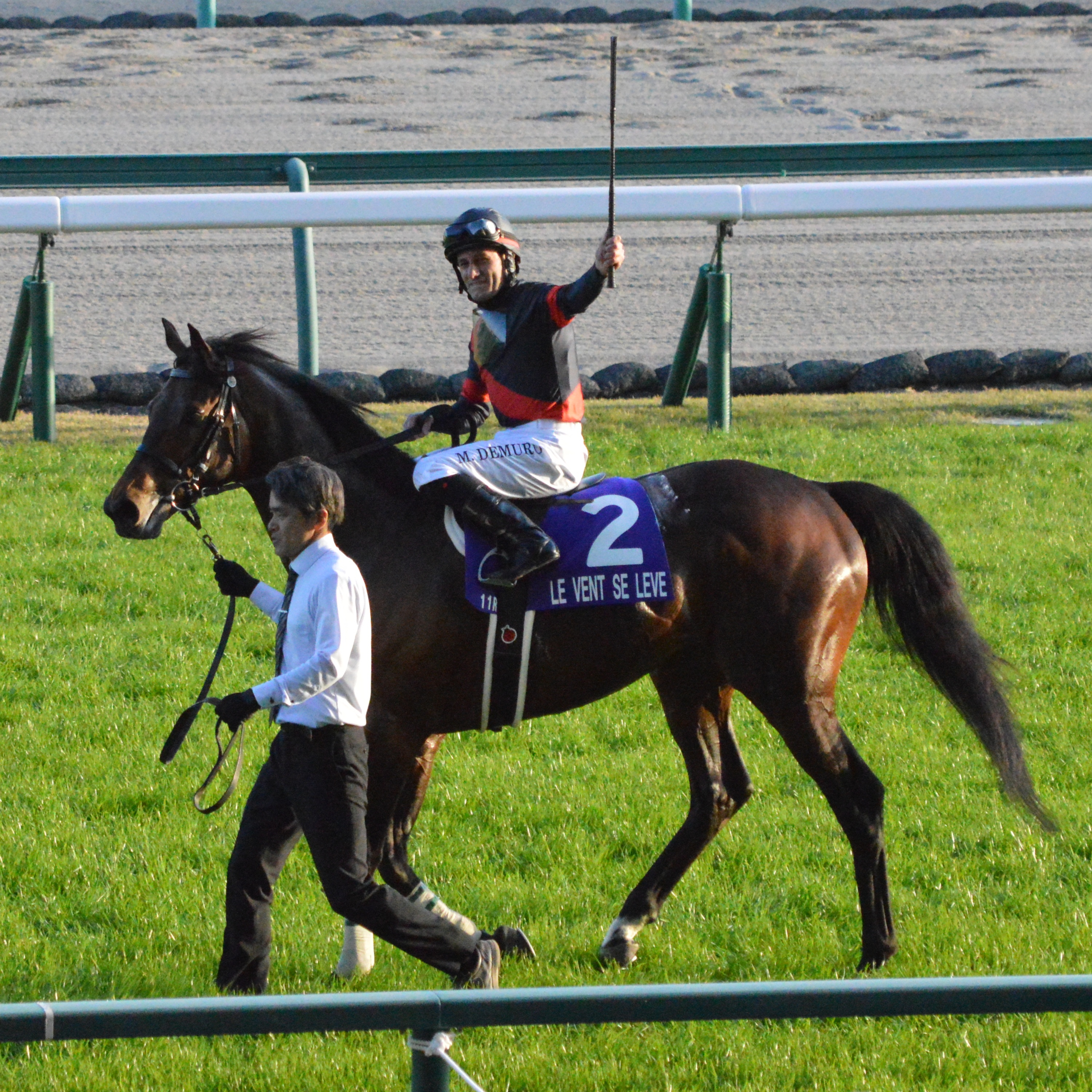
チャンピオンズカップを制したルヴァンスレーヴ（鞍上:ミルコ・デムーロ）

図中の太字強調は本競走に出走する馬である。

#### チャンピオンズカップ
| 着順 | 馬名             | 性齢 | 騎手       | 斤量 | タイム | 着差     | 着差 | 人気 |
| ---- | ---------------- | ---- | ---------- | ---- | ------ | -------- | ---- | ---- |
| 1    | ルヴァンスレーヴ | 牡3  | M.デムーロ | 56   | 1:50.1 |          |      | 1    |
| 2    | ウェスタールンド | 騸6  | 藤岡佑介   | 57   | 1:50.5 | 2馬身1/2 | 0.4  | 8    |
| 3    | サンライズソア   | 牡4  | J.モレイラ | 57   | 1:50.5 | クビ     | 0.4  | 3    |
|      |                  |      |            |      |        |          |      |      |
| 5    | オメガパフューム | 牡3  | C.デムーロ | 56   | 1:51.1 |          | 1.0  | 4    |
| 6    | サンライズノヴァ | 牡4  | 戸崎圭太   | 57   | 1:51.2 | クビ     | 1.1  | 5    |
| 7    | ノンコノユメ     | 騸7  | 内田博幸   | 57   | 1:51.2 | アタマ   | 1.1  | 6    |

第19回チャンピオンズカップは、3歳のルヴァンスレーヴが優勝し、4連勝でマイルチャンピオンシップ南部杯に続いてGI4勝目を挙げた。0.4秒離された2着には最後の直線で後方から追い込んだ6歳騸馬のウェスタールンド。そのクビ差退けられたタイム差無しの3着にはジョアン・モレイラ騎乗のサンライズソアが入った。騎乗したモレイラは、「スタートが良く、いい流れでしたし、直線の反応もとても良かったです。勝った馬が強かったですね」と回顧した。
ルヴァンスレーヴと同じ3歳のオメガパフュームは最後の直線で11番手から追い出し進出を開始したが前方に届かず、ルヴァンスレーヴに1.0秒離された5着となった。騎乗したクリスチャン・デムーロは、「道中、折り合って集中して走っていました。相手が強かったです」と振り返った。サンライズノヴァは前走の武蔵野ステークスで勝利し、3連勝中でこのレースに参戦した。レースでは後方から追い上げを見せたものの前には及ばず6着となった。騎乗した戸崎圭太は 「ゲートで待たされたぶん、出が悪かったです。道中は自分のリズムで運べ、しまいも伸びてはいるんですが」とコメントした。ノンコノユメは2018年のフェブラリーステークスを制しており、春秋ダート競走制覇がかかっていた。レースでは、最後の直線で最後方の15番手に位置し、そこから上がり3ハロン通過がメンバー中3位となった35.7秒の脚で追い上げた。しかし前には届かず7着に敗れた。騎乗した内田博幸は「同じような脚質の馬が多く、外を回らなければならなかった。最後は来てるんですが…」とした。

##### ルヴァンスレーヴ
優勝したルヴァンスレーヴは、その後フェブラリーステークスに出走する予定であった。しかし、2018年12月21日にエコー検査を受けたところ左前肢の繋靱帯の部分のきめが粗くなる「粗造」が見つかったために予定を見直し、12月23日には宮城県の山元トレーニングセンターに放牧された。その後休養し 「粗造」は良化に向かっていたものの、大事取ってフェブラリーステークスを回避。並びに3月30日にドバイで行われるドバイワールドカップへの登録も見送られることとなった。

#### 東京大賞典
| 着順 | 馬名             | 性齢 | 騎手       | 斤量 | タイム | 着差     | 着差 | 人気 |
| ---- | ---------------- | ---- | ---------- | ---- | ------ | -------- | ---- | ---- |
| 1    | オメガパフューム | 牡3  | M.デムーロ | 55   | 2:05.9 |          |      | 3    |
| 2    | ゴールドドリーム | 牡5  | C.ルメール | 57   | 2:06.0 | 3/4馬身  | 0.1  | 1    |
| 3    | ケイティブレイブ | 牡5  | 福永祐一   | 57   | 2:06.3 | 1馬身1/2 | 0.4  | 2    |

第64回東京大賞典は、3歳馬のオメガパフュームが優勝した。オメガパフュームはスタートは後方に甘んじ、前から13番手に位置した。そこからポジションを徐々に上げ、最終コーナー8番手から、先行集団を抑えて前方に出た。ゴール前にて抜け出した3頭が並んだ競り合いを行い、外から差しそれを制して優勝。GI初勝利を挙げ、重賞はシリウスステークスに以来の2勝目となった。騎乗したミルコ・デムーロは「ちょうどいいポジションで運べました。前半脚がたまって、その分最後までよく伸びましたね。初めて乗った時からGIを取れる馬だと思っていましたし、今後が楽しみです」と評価し、管理する安田翔伍は、「オメガパフュームがGI馬になれたことが、まず何より嬉しいです。今までやってきたことが発揮できれば、勝負になると信じていました。競馬に行っての集中力が高まっていて、成長したのかなと感じましたし、レースはジョッキーに任せるだけでした。今後に関してはオーナーと相談して決めようと思います」とコメントした。
3頭での競り合いに敗れ、3/4馬身遅れた2着にはゴールドドリームが入った。騎乗したクリストフ・ルメールは、「ケイティブレイブ（3着馬）後ろで、スムーズなレースができました。オメガパフュームが来た時に少しスペースが狭くなりましたが、開いたスペースからよく頑張ってくれました。ただ、ラストの50メートルでちょっと疲れてしまいましたね。チャンピオンズカップを使えず休み明けで、レースも結構いいペースだった分かも知れません」と振り返った。
2頭の競り合いの後方で敗退した3着にはJBCクラシックなどJpnIを3回制した福永祐一騎乗のケイティブレイブが入った。ケイティブレイブはその後2018年に続く連覇を狙い、1月30日の川崎記念（JpnI）に出走。前走名古屋グランプリで福永が騎乗していたミツバに0.5秒遅れての2着となった。その後フェブラリーステークスを回避し、ドバイワールドカップへ招待されそれを受諾し、ドバイに遠征した。しかし、レース前日に疝痛に襲われレースの出走を取消。その後腸捻転を発症し、現地で緊急手術を受けて治療が施され、回復してから成田国際空港に帰国した。

#### すばるステークス
| 着順 | 馬名               | 性齢 | 騎手       | 斤量 | タイム | 着差     | 着差 | 人気 |
| ---- | ------------------ | ---- | ---------- | ---- | ------ | -------- | ---- | ---- |
| 1    | サクセスエナジー   | 牡5  | 松山弘平   | 56   | 1:22.8 |          |      | 2    |
| 2    | スマートダンディー | 牡5  | 武豊       | 56   | 1:23.4 | 3馬身1/2 | 0.6  | 3    |
| 3    | サングラス         | 牡8  | 秋山真一郎 | 56   | 1:23.7 | 1馬身3/4 | 0.9  | 13   |

すばるステークスは、サクセスエナジーが優勝した。サクセスエナジーは最後の直線入り口を先頭で通過すると、後続を突き放して最終的に後続に3馬身1/2離して通算7勝目を挙げた。騎乗した松山弘平は、「スタートが良くいい形で2番手が取れました。直線に向いても余裕の手応えで、早めに抜け出すのは嫌だったのですが、それでも突き放して強い競馬をしてくれました。まだ幼くてソラを使う所があるのですが、それだけにこれからが楽しみです」と回顧した。

#### 東海ステークス
| 着順 | 馬名               | 性齢 | 騎手     | 斤量 | タイム | 着差  | 着差 | 人気 |
| ---- | ------------------ | ---- | -------- | ---- | ------ | ----- | ---- | ---- |
| 1    | インティ           | 牡5  | 武豊     | 56   | 1:49.8 |       |      | 1    |
| 2    | チュウワウィザード | 牡4  | 川田将雅 | 56   | 1:50.1 | 2馬身 | 0.3  | 2    |
| 3    | スマハマ           | 牡4  | 藤岡佑介 | 55   | 1:51.2 | 7馬身 | 1.4  | 4    |

第36回東海ステークスは、インティが優勝した。スタートを決めて先頭に立ちハナを奪い、1000メートル通過61.5秒のペースを刻んだ。最後の直線では先行集団のチュウワウィザードやスマハマ、グレンツェントが追い出しはじめたが、それらを寄せ付けず、4位以下に10馬身以上の大差、3着のスマハマに9馬身、2着のチュウワウィザードに2馬身離して勝利、重賞初挑戦で重賞初制覇を成し遂げ、未勝利戦から続く連勝を6に伸ばした。騎乗した武豊は「期待していましたが、期待通りの競馬をしてくれて、ホッとしています。ゲートの出はそれほど速くなかったのですが、その後は速かったです。元気が良すぎて力んでいました。キャリアが浅いですし、1戦ずつ馬が良くなっています。さすがに重賞なので後ろが来るのではないかと思いましたが、スピードは鈍りませんでした。結構なペースで行って心配しましたが、大した馬です」とした。

#### 根岸ステークス
| 着順 | 馬名             | 性齢 | 騎手         | 斤量 | タイム | 着差     | 着差 | 人気 |
| ---- | ---------------- | ---- | ------------ | ---- | ------ | -------- | ---- | ---- |
| 1    | コパノキッキング | 騸4  | O.マーフィー | 56   | 1:23.5 |          |      | 2    |
| 2    | ユラノト         | 牡5  | C.ルメール   | 56   | 1:23.6 | 3/4馬身  | 0.1  | 3    |
| 3    | クインズサターン | 牡6  | 四位洋文     | 56   | 1:23.9 | 1馬身3/4 | 0.4  | 5    |
| 4    | モーニン         | 牡7  | 和田竜二     | 58   | 1:24.2 | 2馬身    | 0.7  | 6    |
| 5    | ワンダーリーデル | 牡6  | 柴田大知     | 56   | 1:24.3 | 1/2馬身  | 0.8  | 12   |
| 6    | ノボバカラ       | 牡7  | F.ミナリク   | 56   | 1:24.4 | 1/2馬身  | 0.9  | 14   |
|      |                  |      |              |      |        |          |      |      |
| 8    | サンライズノヴァ | 牡5  | 戸崎圭太     | 57   | 1:24.6 |          | 1.1  | 1    |
|      |                  |      |              |      |        |          |      |      |
| 15   | メイショウウタゲ | 牡8  | 酒井学       | 56   | 1:25.6 |          | 2.1  | 10   |

第33回根岸ステークスは、コパノキッキングが優勝した。スタートから先行し、最後の直線では5番手から内をあけて外から追い出すと、残り200メートル地点で先頭に立ち、後方の追走を許さずに先頭を守り、最終的に3/4馬身差で後続を封じて勝利、カペラステークスに続く重賞連勝の重賞2勝目かつ、4連勝となった。騎乗したオイシン・マーフィーは「いい位置へ楽につけられました。これからが楽しみです。唯一1200ｍから1400ｍへの距離延長を懸念していました。早めに先頭へ立たないように気をつけて乗りました」とし、管理する村山明は「スタートが良かったです。（スタートが良ければ）無理に下げなくていいですよ、とは言っていました。ちょうどいい位置だったと思っています。初の左回りでしたし、距離を克服してくれました」と振り返った。
ユラノトは最後の直線4番手から抜け出したが、コパノキッキングには届かず2着、騎乗したクリストフ・ルメールは「マテラスカイ（13着）の後ろにつけられて、いいポジションでレースが出来ました。直線もスムースに抜けられて、精一杯頑張ってくれたのですが、今日は勝った馬が強かったです」と回顧した。最後の直線8番手から上がり3ハロンメンバー中3位の35.6秒の脚で追い上げたが前に届かず3着となったクインズサターン。騎乗した四位洋文は、「レース前に調教師から、『リズムを崩さないように』と言われていたので、この馬のリズムで中団から行きました。いい感じで最後まで詰めているけど、2着までに入って賞金を加算したかったので残念です」とした。2016年のフェブラリーステークスを制したモーニンは後方13番手から上がり3ハロンメンバー中2位の35.5秒の脚を見せたが4着まで、騎乗した和田竜二は「外からかぶせられないように自分のリズムで走らせた。前に乗ったときより体を使えるようになっているし、ようやく復調してきた感じ」とした。ワンダーリーデルは直線5番手から抜け出しを図るも末脚で勝る馬に先着され0.8秒離されて5着、騎乗した柴田大知は「砂を被ると嫌がっていましたが、砂を被らないところに出してからはよく伸びていました。とてもいい馬です」と評価した。ノボバカラは3番手でレースを進めるも、後退して6着に。騎乗したフィリップ・ミナリクは「いいスタートから3番手につけて、リラックスしていました。最後まで走っていて、よく頑張ってくれました」と回顧した。
1番人気のサンライズノヴァは後方10番手から追い込みにかけたものの不発に終わり8着。「この馬に合う条件だったのに、これだけ負けるのは久々です。形としてはイメージ通りで、4コーナーでもいつもの感じでしたが、直線ではいつもの反応がありませんでした」と騎乗した戸崎圭太が振り返った。メイショウウタゲは最後方から直線に入ったが伸びを欠いて15着敗退となった。

### 条件

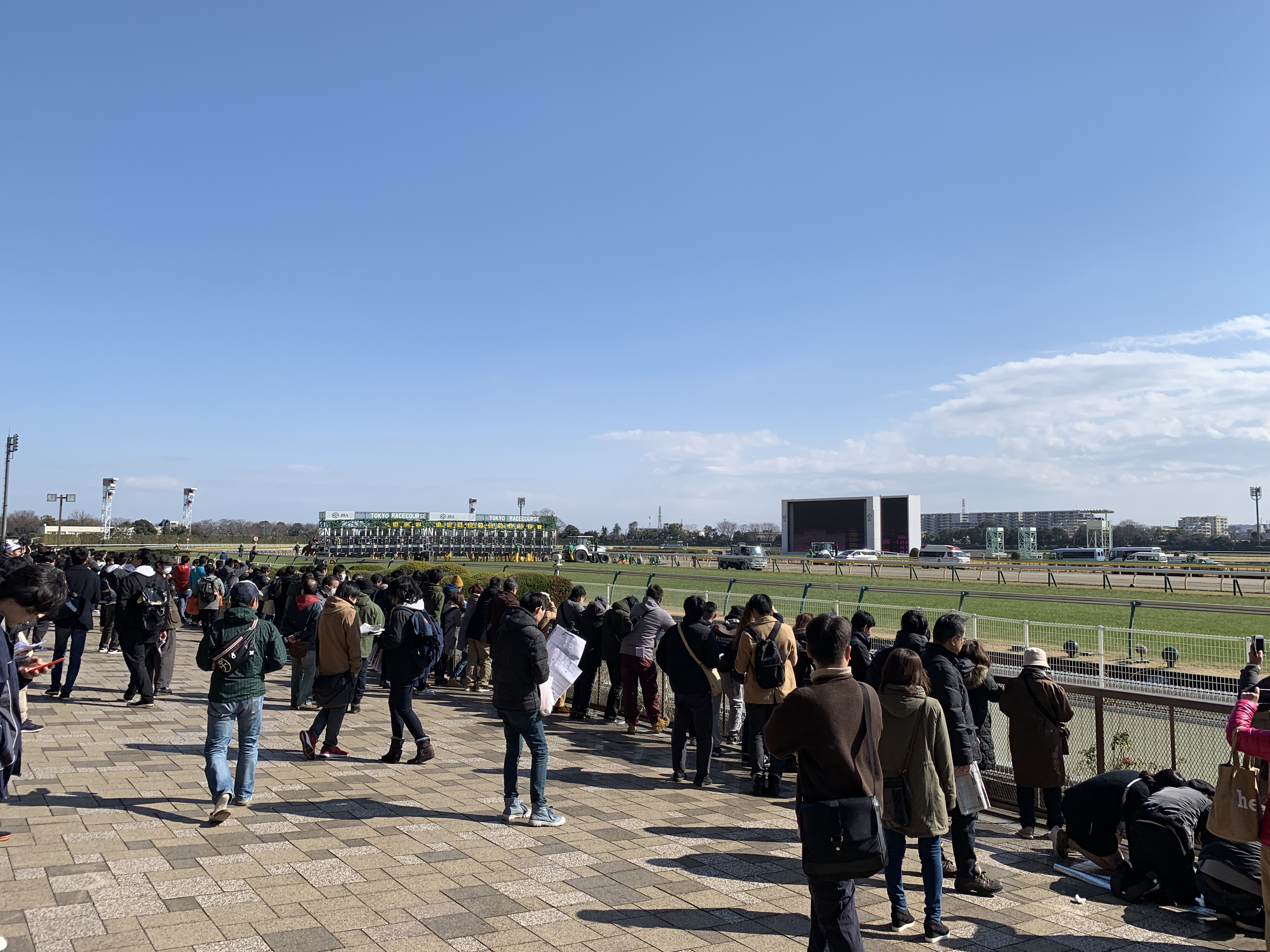
当日の東京競馬場、晴天に恵まれる。

#### 天候
当日、2月17日15時の東京競馬場の天候は快晴。気温は10.3℃、湿度25パーセント。

#### 馬場
東京競馬場のダートコースはDコースを使用、フェブラリーステークス2日前の金曜日より含水率が低下、徐々に乾燥している。日曜日の含水率はゴール前は2.4パーセント、第4コーナーは1.9パーセント。

## 出走馬と枠順
以下の情報はnetkeiba.comによる。
2019年2月17日 第1回東京競馬第8日目 第11競走
天気：晴、馬場状態：良、発走時刻：15時40分
| 枠番 | 馬番 | 競走馬名         | 性齢 | 斤量 | 騎手       | 調教師   | 単勝人気 | 単勝人気 | レーティング | レーティング | レーティング | レーティング    | レーティング |
| 枠番 | 馬番 | 競走馬名         | 性齢 | 斤量 | 騎手       | 調教師   | 単勝人気 | 単勝人気 | ランク       | 距離         | 対象         | 対象            | 対象         |
| 枠番 | 馬番 | 競走馬名         | 性齢 | 斤量 | 騎手       | 調教師   | 単勝人気 | 単勝人気 | ランク       | 距離         | 格           | 競走名          | 着順         |
| ---- | ---- | ---------------- | ---- | ---- | ---------- | -------- | -------- | -------- | ------------ | ------------ | ------------ | --------------- | ------------ |
| 1    | 1    | クインズサターン | 牡6  | 57   | 四位洋文   | 野中賢二 | 61.3     | 10       | 104          | M            | GIII         | 根岸S           | 3着          |
| 2    | 2    | ユラノト         | 牡5  | 57   | 福永祐一   | 松田国英 | 31.6     | 8        | 108          | M            | GIII         | 根岸S           | 2着          |
| 3    | 3    | ゴールドドリーム | 牡6  | 57   | C.ルメール | 平田修   | 3.0      | 2        | 117          | I            | JpnI         | 帝王賞          | 1着          |
| 3    | 4    | メイショウウタゲ | 牡8  | 57   | 北村宏司   | 安達昭夫 | 393.4    | 13       | 107          | M            | JpnI         | MCS南部杯       | 3着          |
| 4    | 5    | サクセスエナジー | 牡5  | 57   | 松山弘平   | 北出成人 | 95.0     | 11       | 106          | M            | L            | すばるS         | 1着          |
| 4    | 6    | インティ         | 牡5  | 57   | 武豊       | 野中賢二 | 2.6      | 1        | 112          | M            | GII          | 東海S           | 1着          |
| 5    | 7    | サンライズノヴァ | 牡5  | 57   | 戸崎圭太   | 音無秀孝 | 16.7     | 6        | 110          | M            | GIII         | 武蔵野S         | 1着          |
| 5    | 7    | サンライズノヴァ | 牡5  | 57   | 戸崎圭太   | 音無秀孝 | 16.7     | 6        | 110          | M            | GIII         | 根岸S           | 2着          |
| 5    | 8    | モーニン         | 牡7  | 57   | 和田竜二   | 石坂正   | 42.9     | 9        | 103          | M            | GIII         | 根岸S           | 4着          |
| 6    | 9    | ワンダーリーデル | 牡6  | 57   | 柴田大知   | 沖芳夫   | 429.0    | 14       | 97           | S            | OP           | ジャニュアリーS | 3着          |
| 6    | 10   | サンライズソア   | 牡5  | 57   | 田辺裕信   | 河内洋   | 14.1     | 5        | 113          | M            | JpnI         | JBCクラシック   | 3着          |
| 6    | 10   | サンライズソア   | 牡5  | 57   | 田辺裕信   | 河内洋   | 14.1     | 5        | 113          | I            | GI           | チャンピオンズC | 3着          |
| 7    | 11   | コパノキッキング | 騸4  | 57   | 藤田菜七子 | 村山明   | 9.4      | 4        | 112          | M            | GIII         | 根岸S           | 1着          |
| 7    | 12   | ノボバカラ       | 牡7  | 57   | F.ミナリク | 森秀行   | 338.1    | 12       | -            | -            | -            | -               | -            |
| 8    | 13   | ノンコノユメ     | 騸7  | 57   | 内田博幸   | 加藤征弘 | 17.9     | 7        | 116          | M            | GI           | フェブラリーS   | 1着          |
| 8    | 14   | オメガパフューム | 牡4  | 57   | M.デムーロ | 安田翔伍 | 6.2      | 3        | 115          | I            | GI           | 東京大賞典      | 1着          |

## パドック

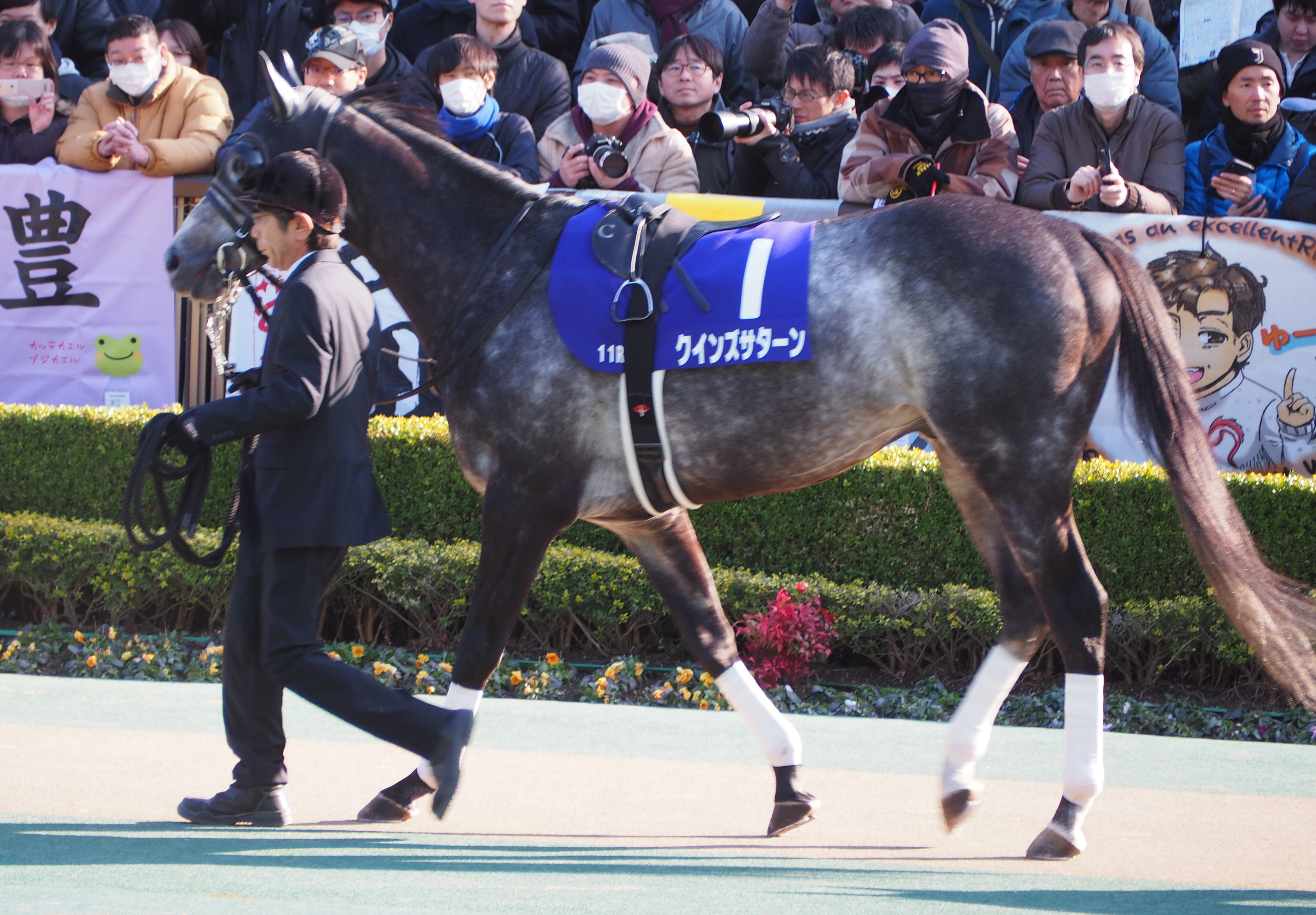
1　クインズサターン
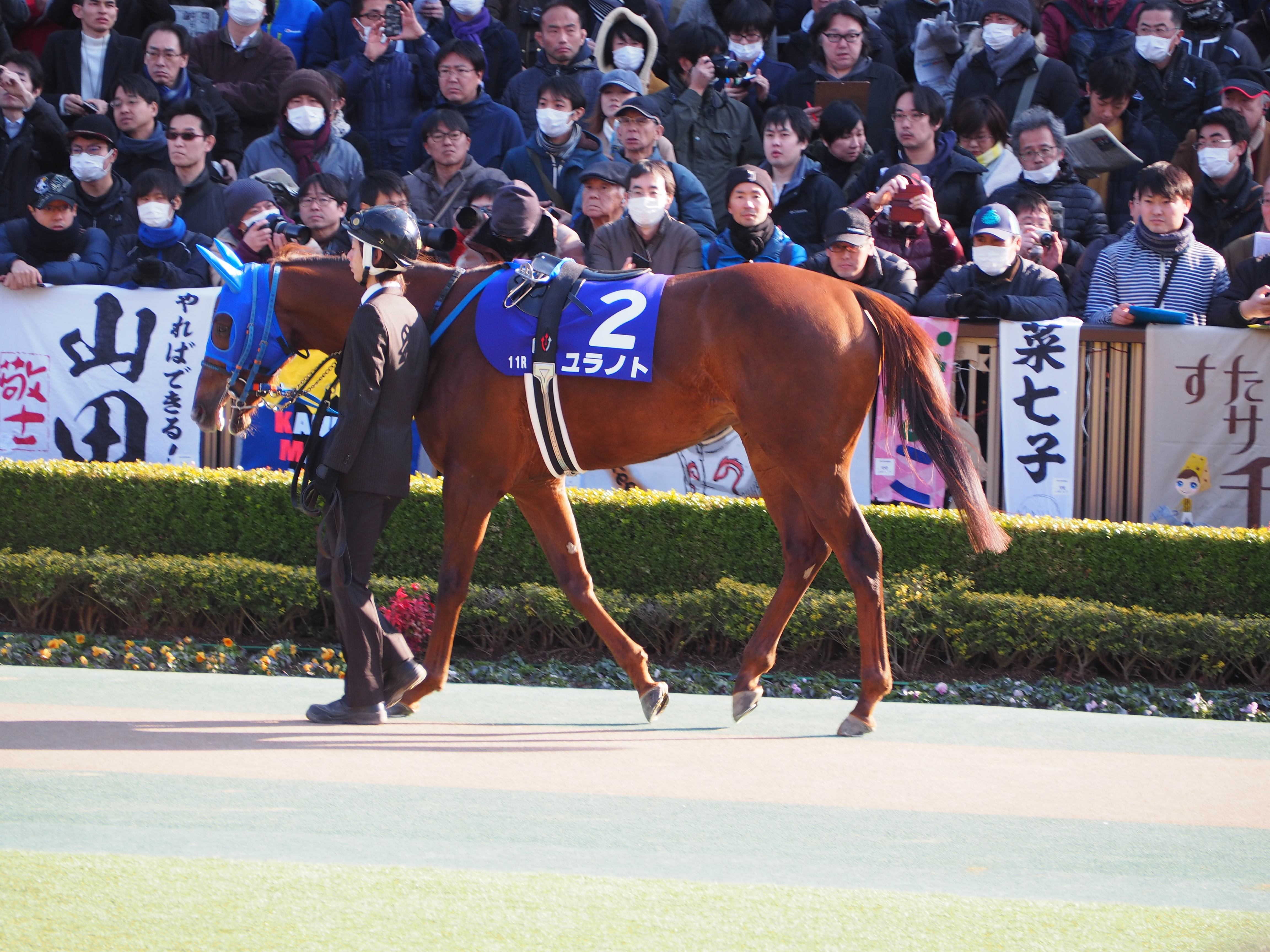
2　ユラノト
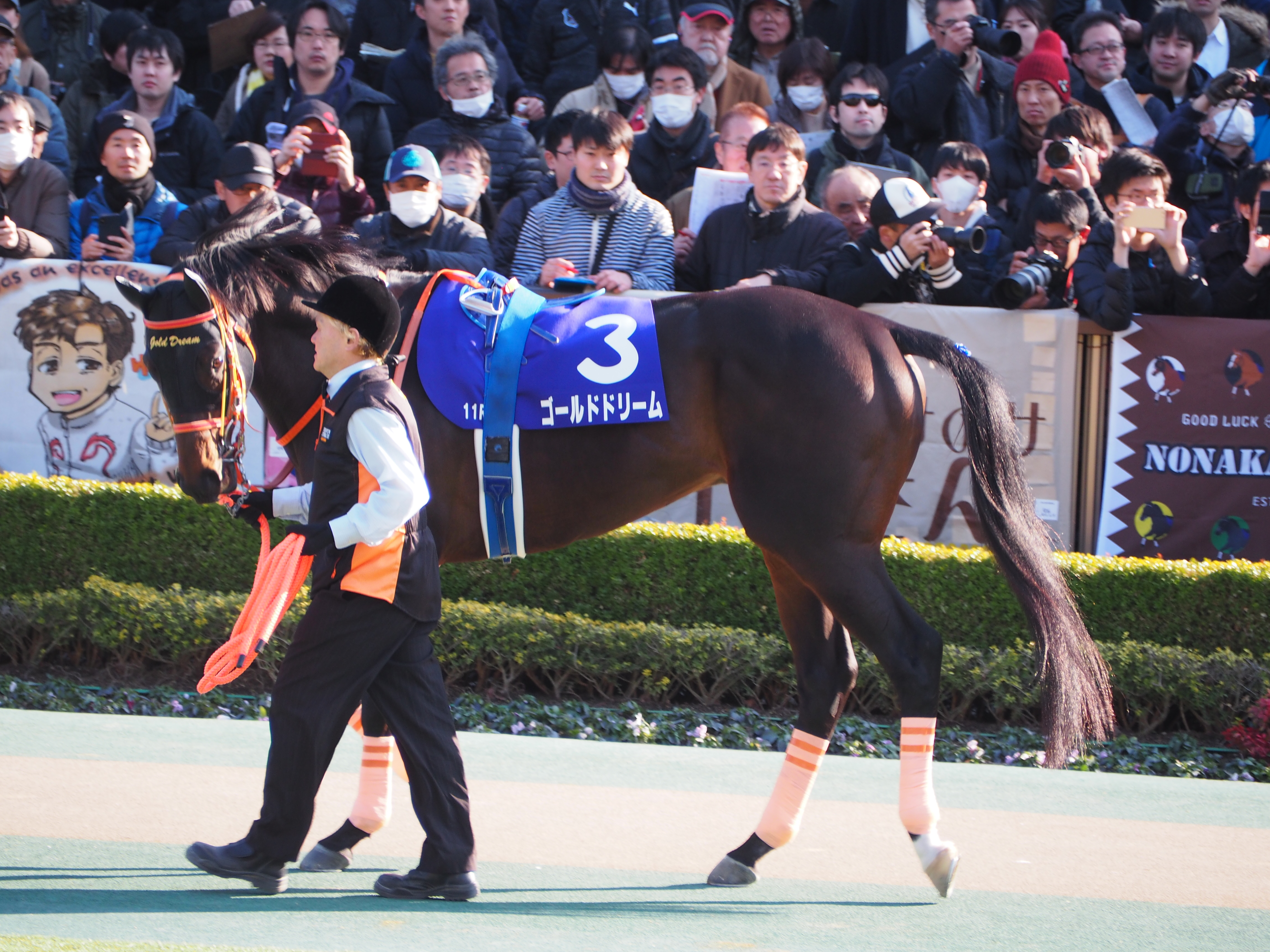
3 ゴールドドリーム
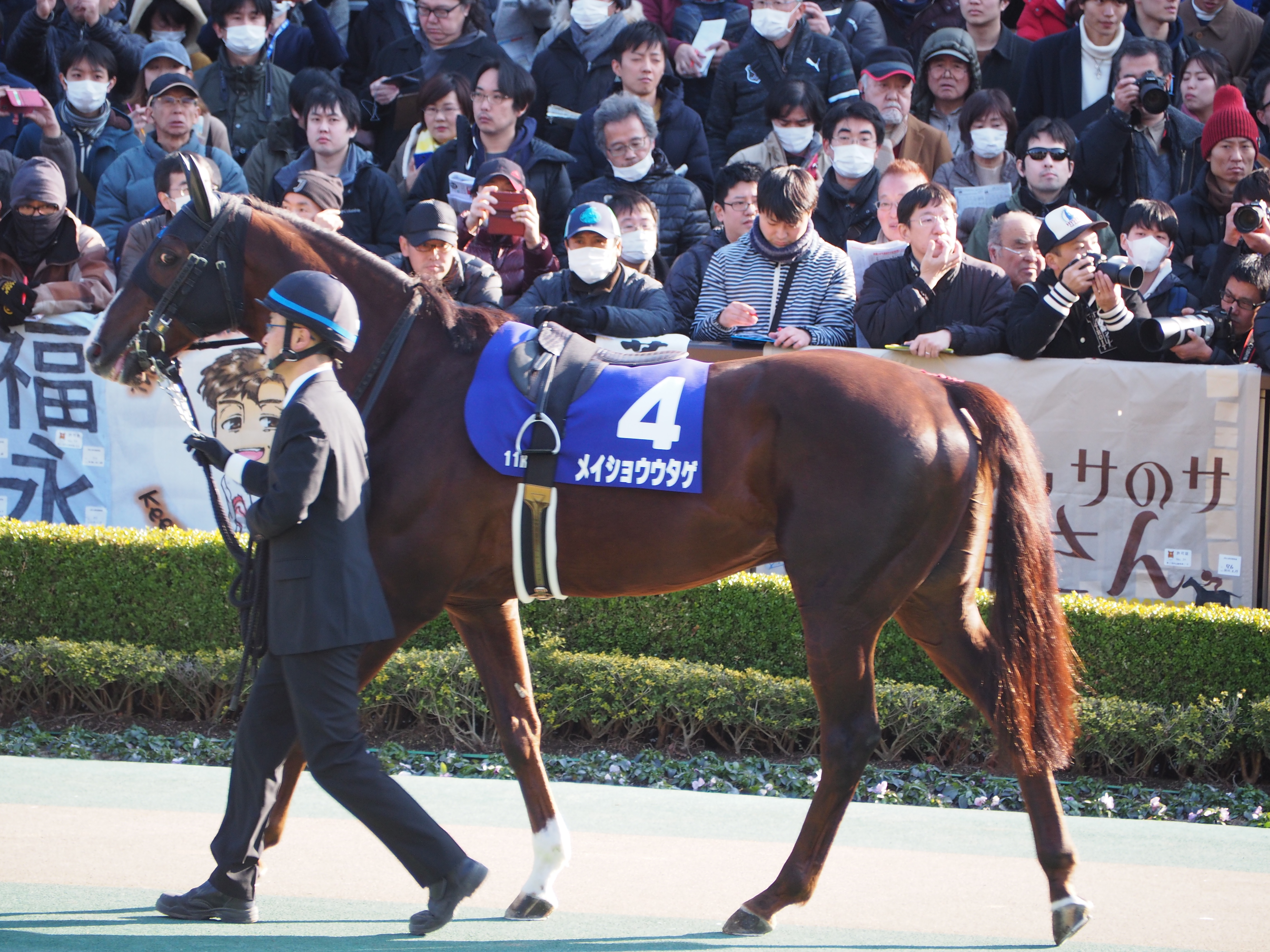
4　メイショウウタゲ
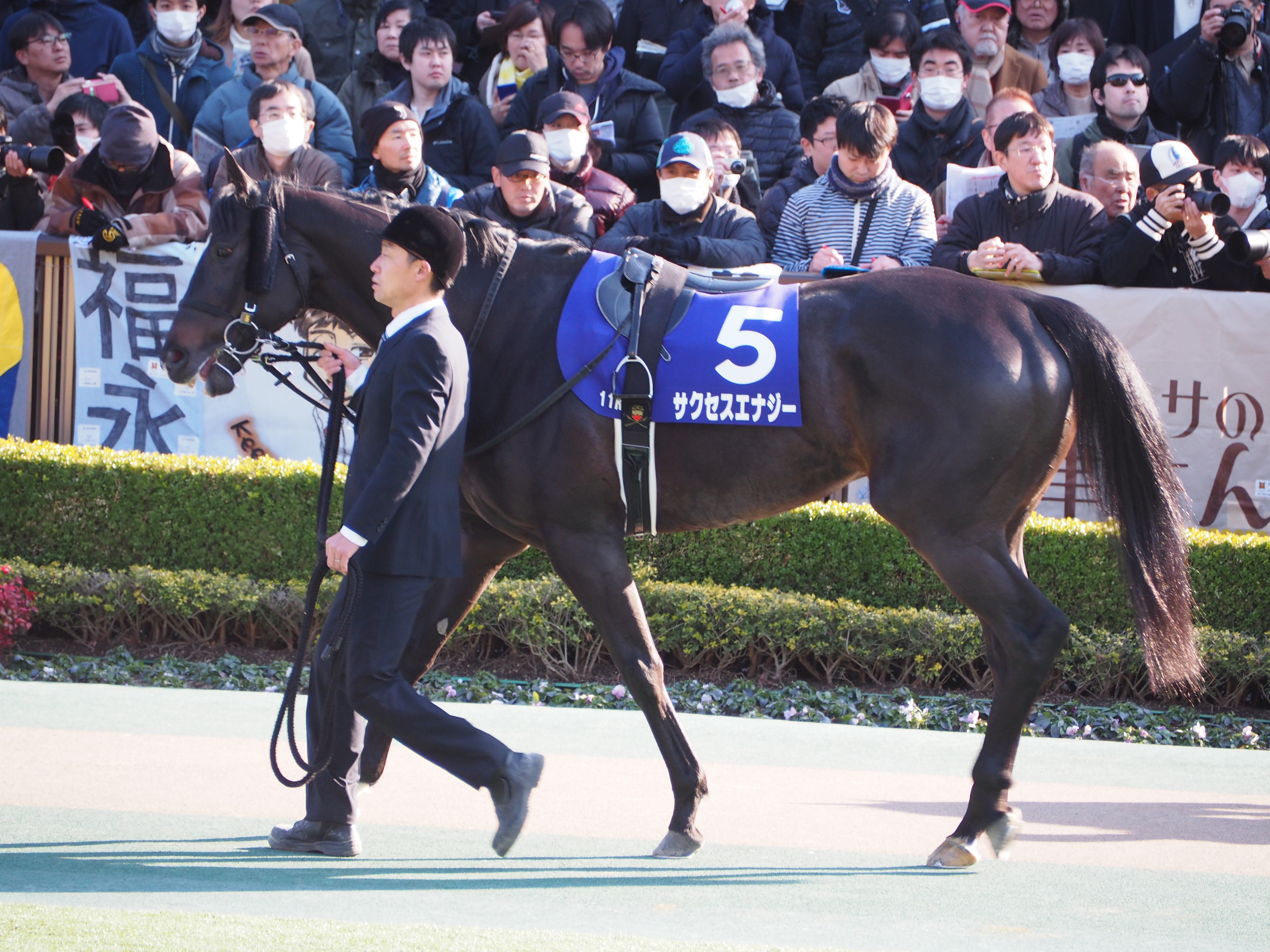
5　サクセスエナジー
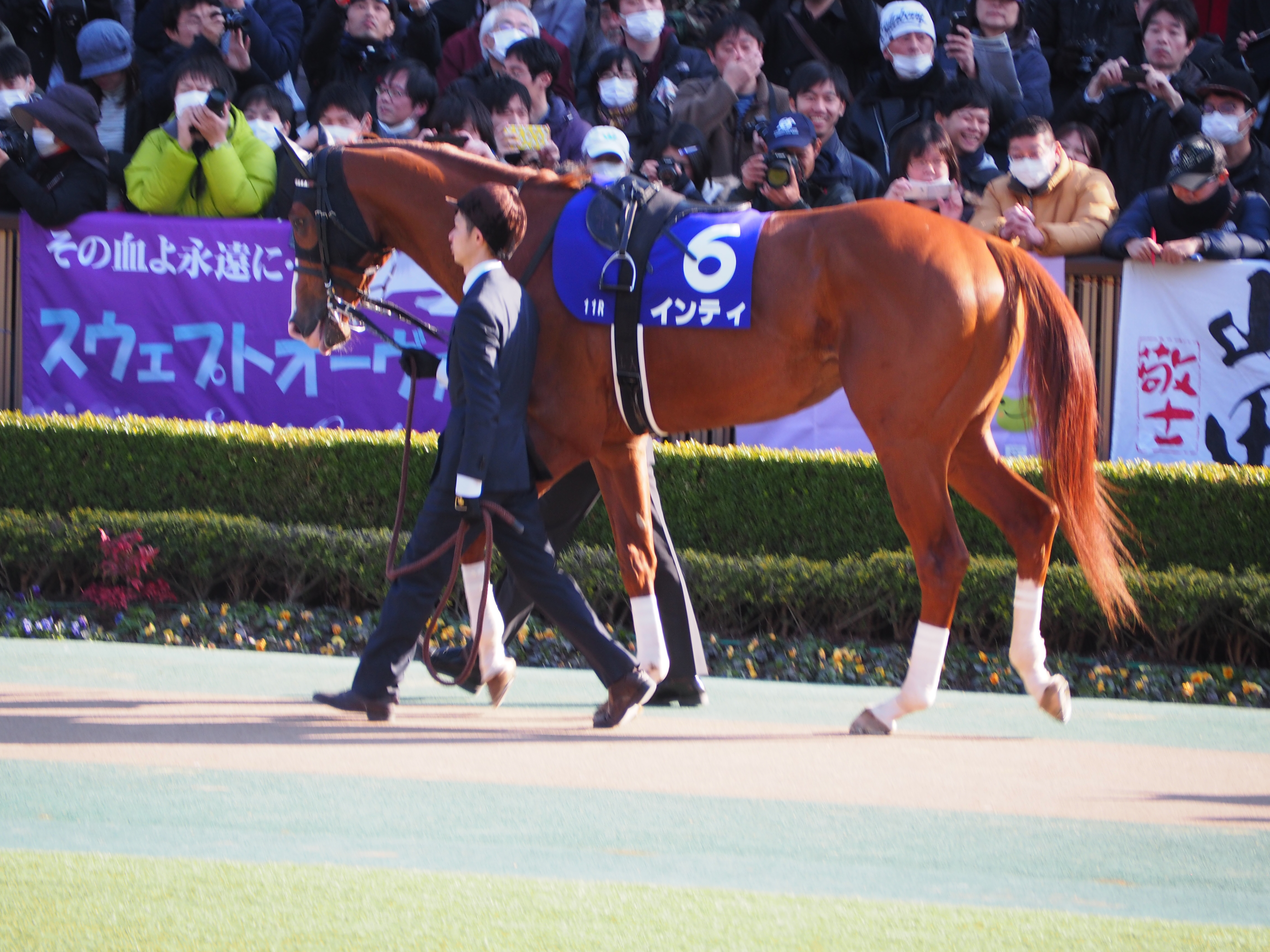
6 インティ
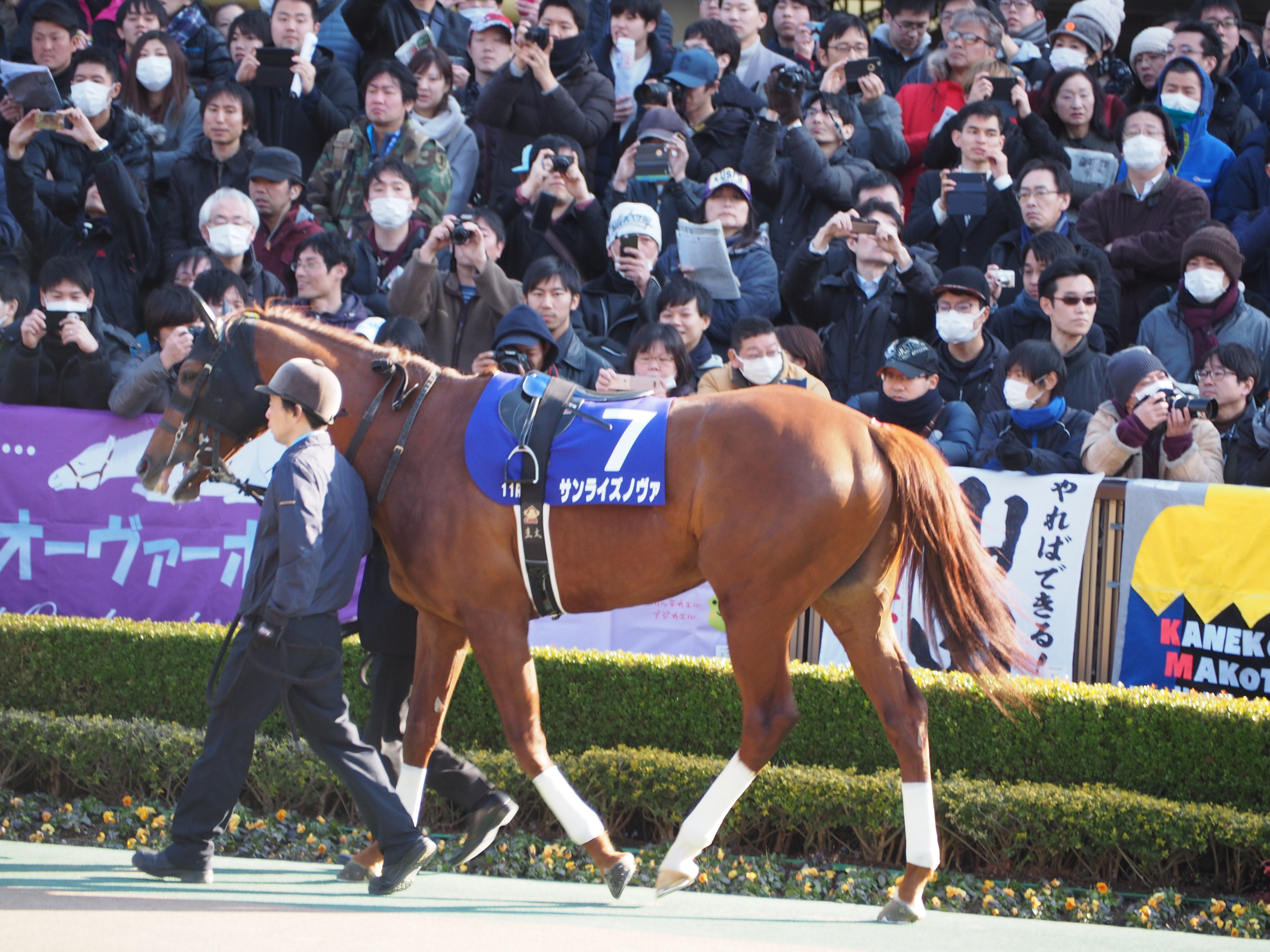
7　サンライズノヴァ
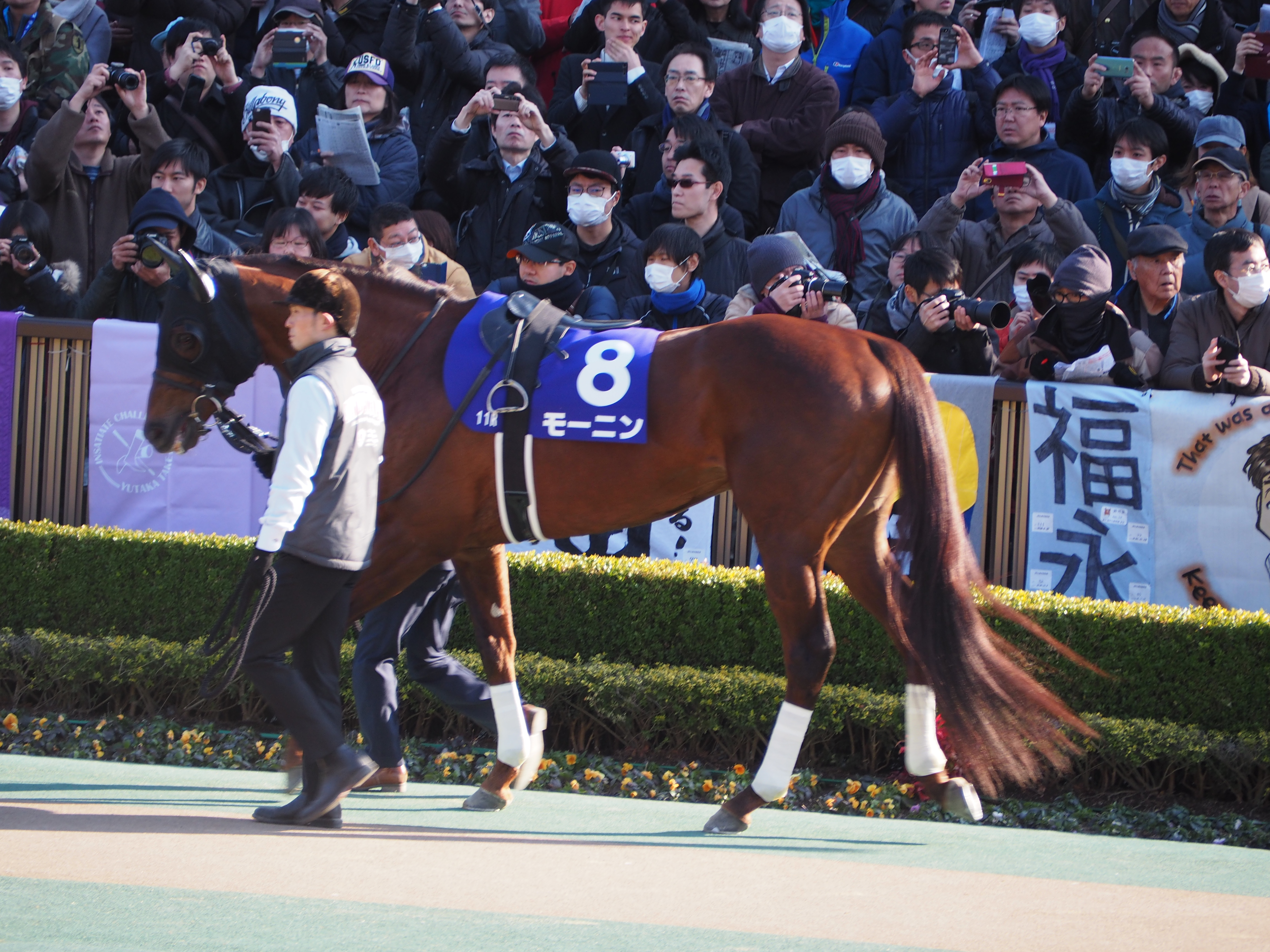
8　モーニン
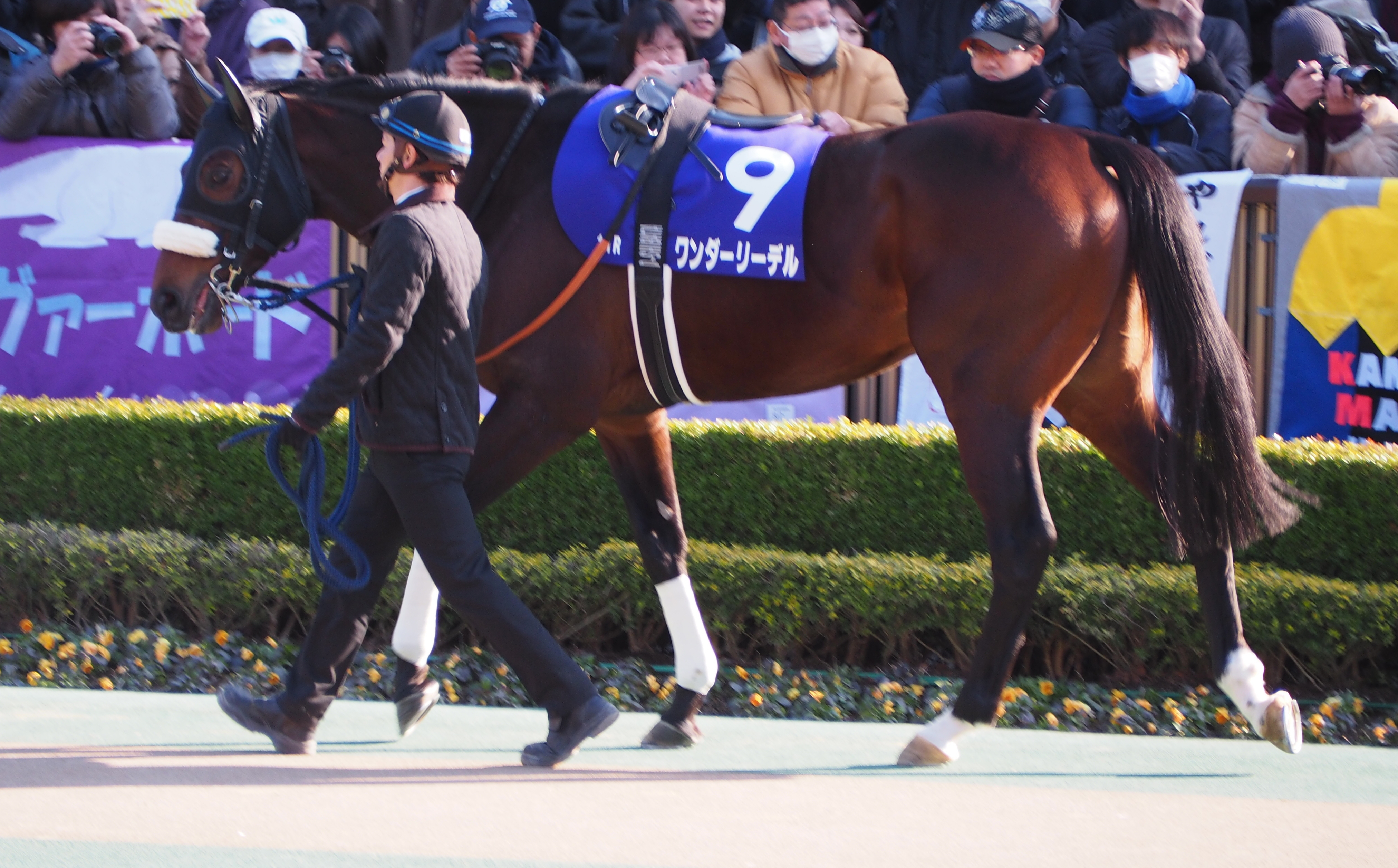
9　ワンダーリーデル
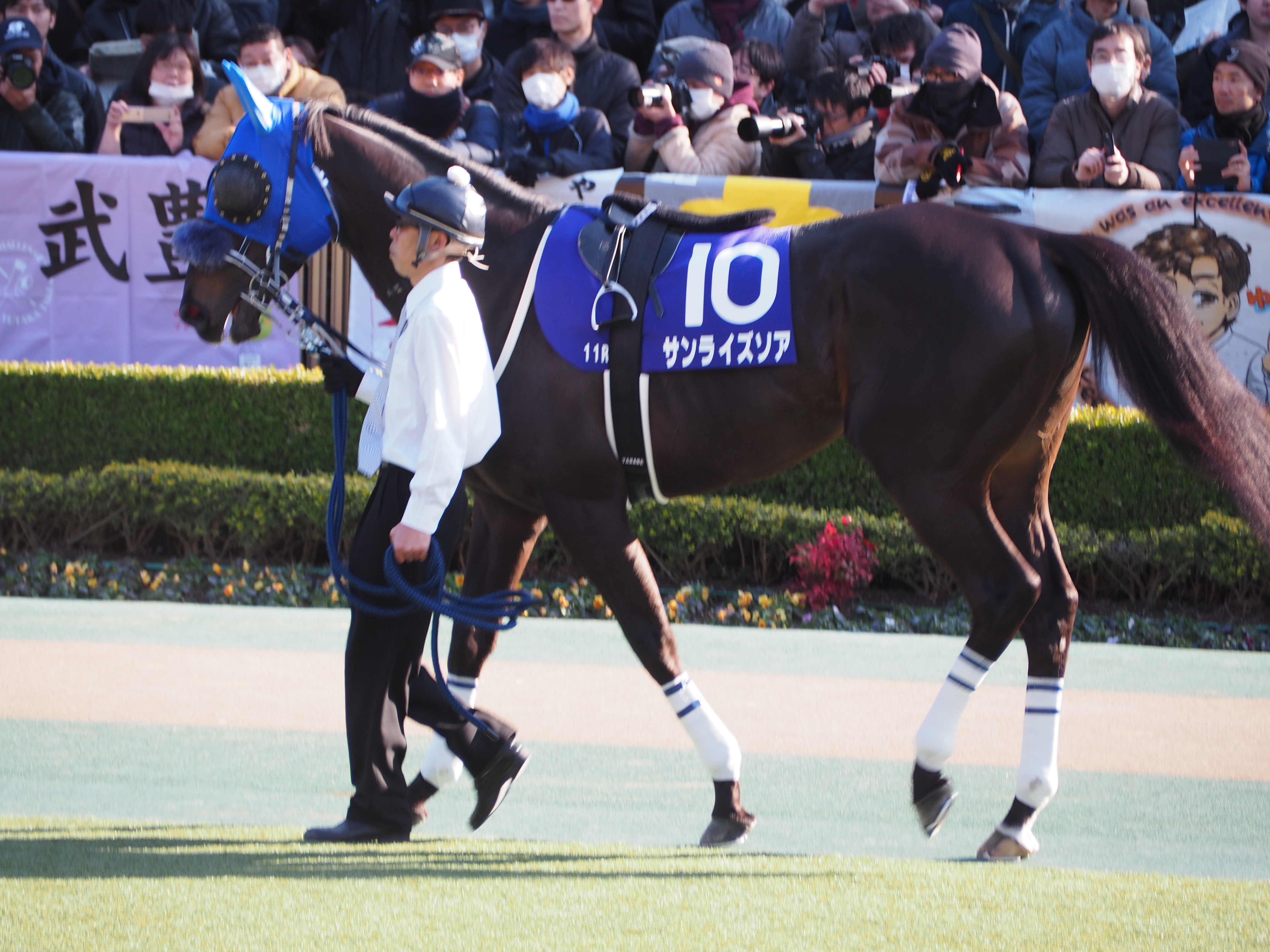
10　サンライズソア
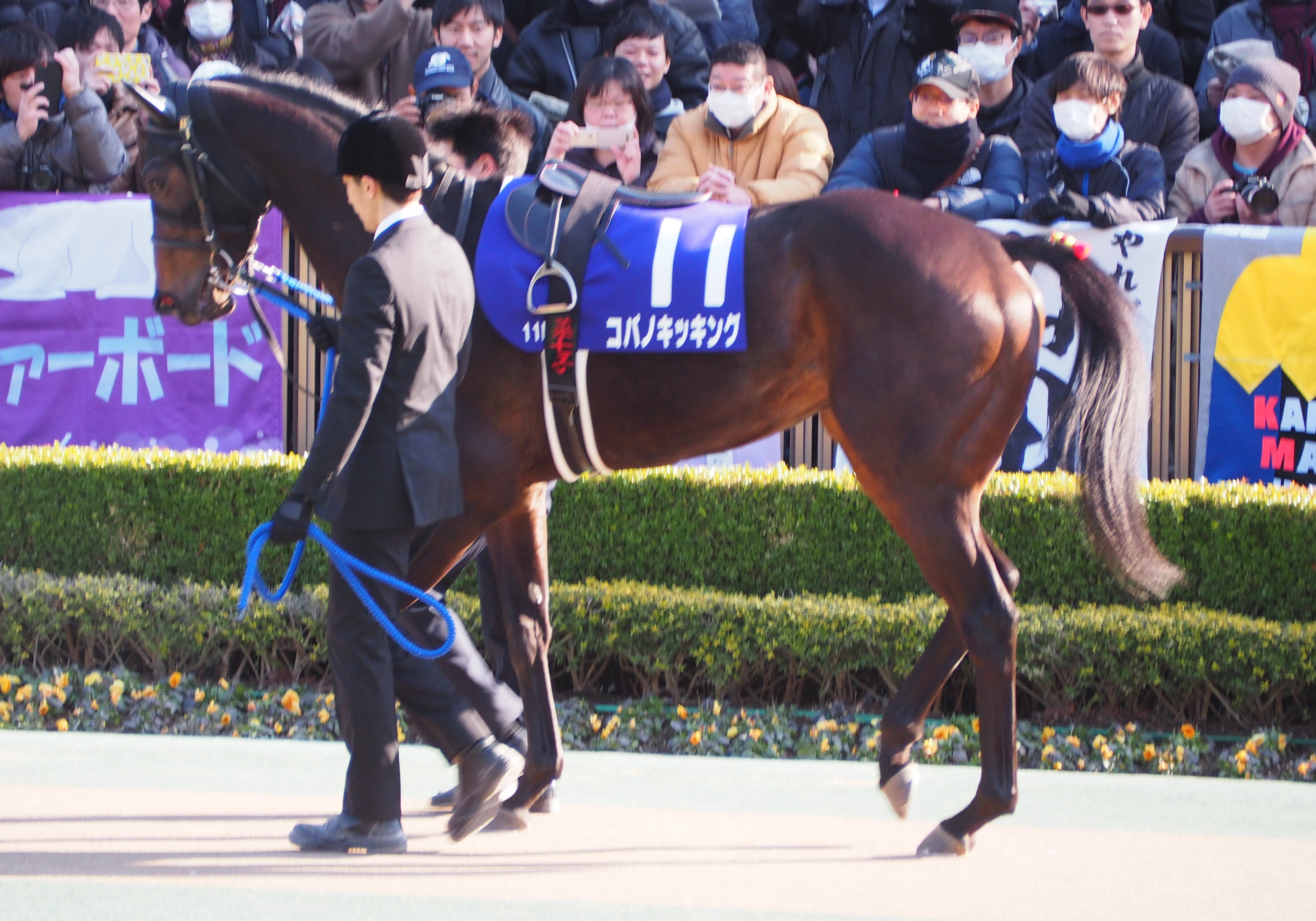
11 コパノキッキング
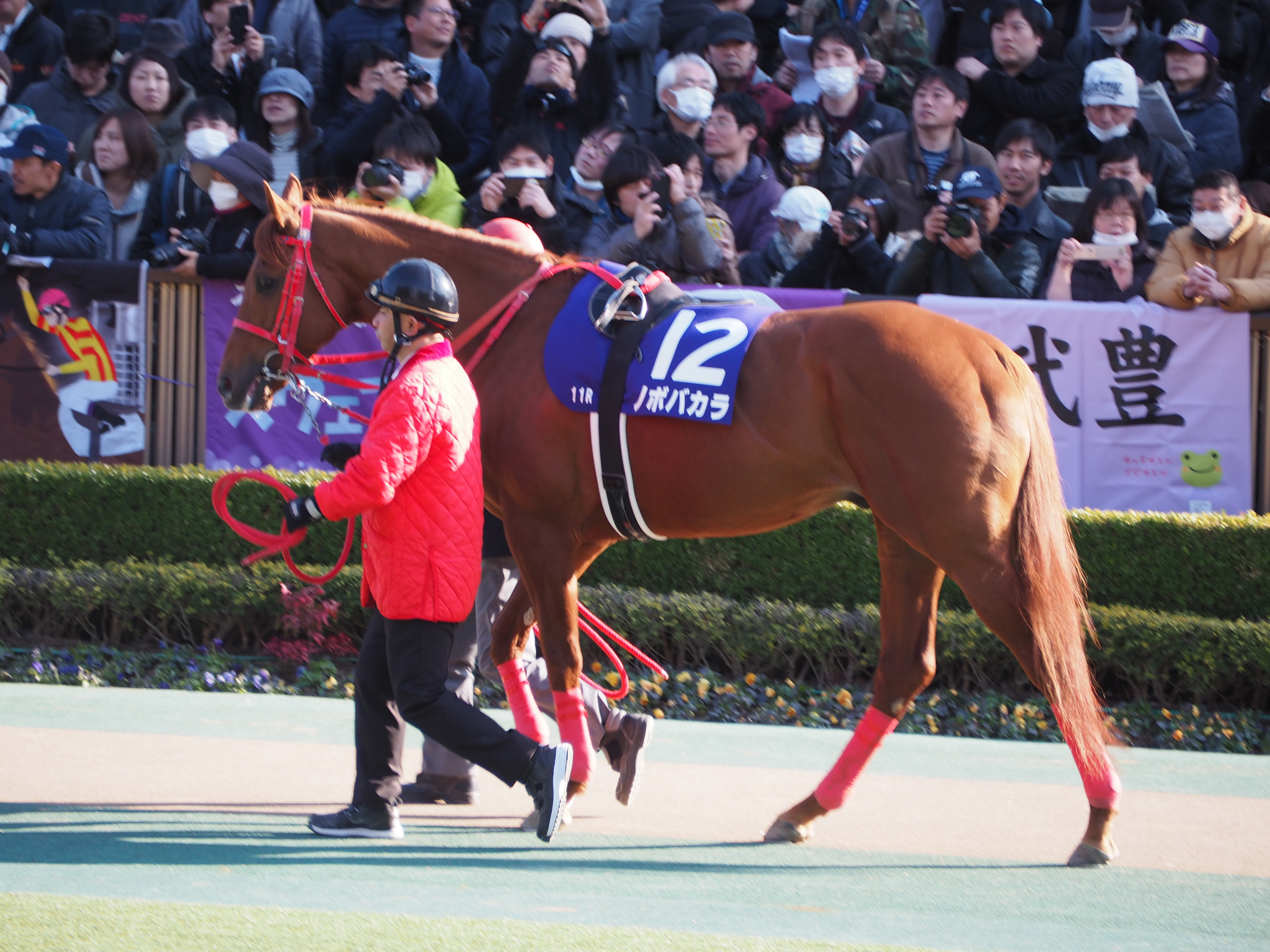
12 ノボバカラ
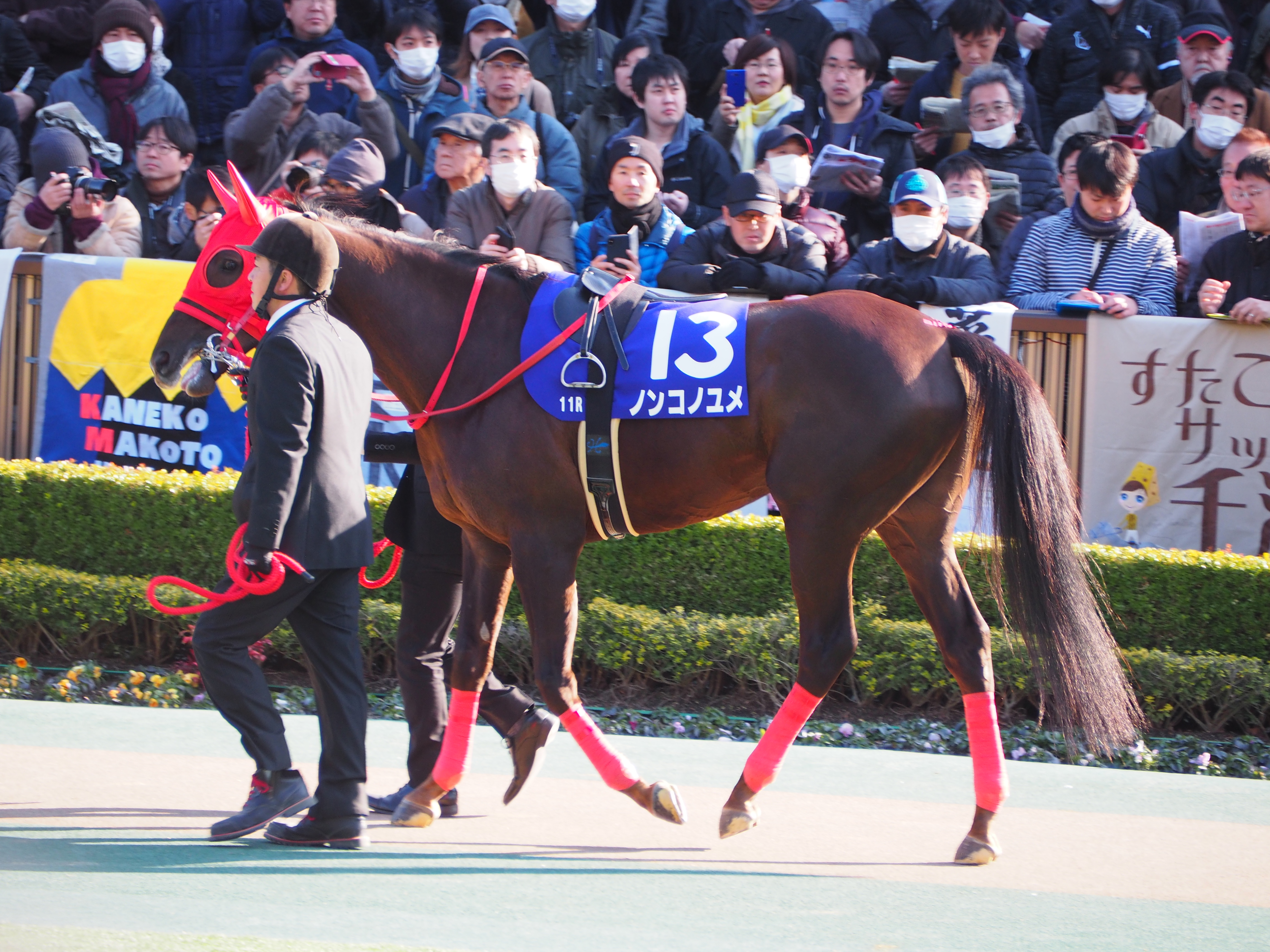
13　ノンコノユメ
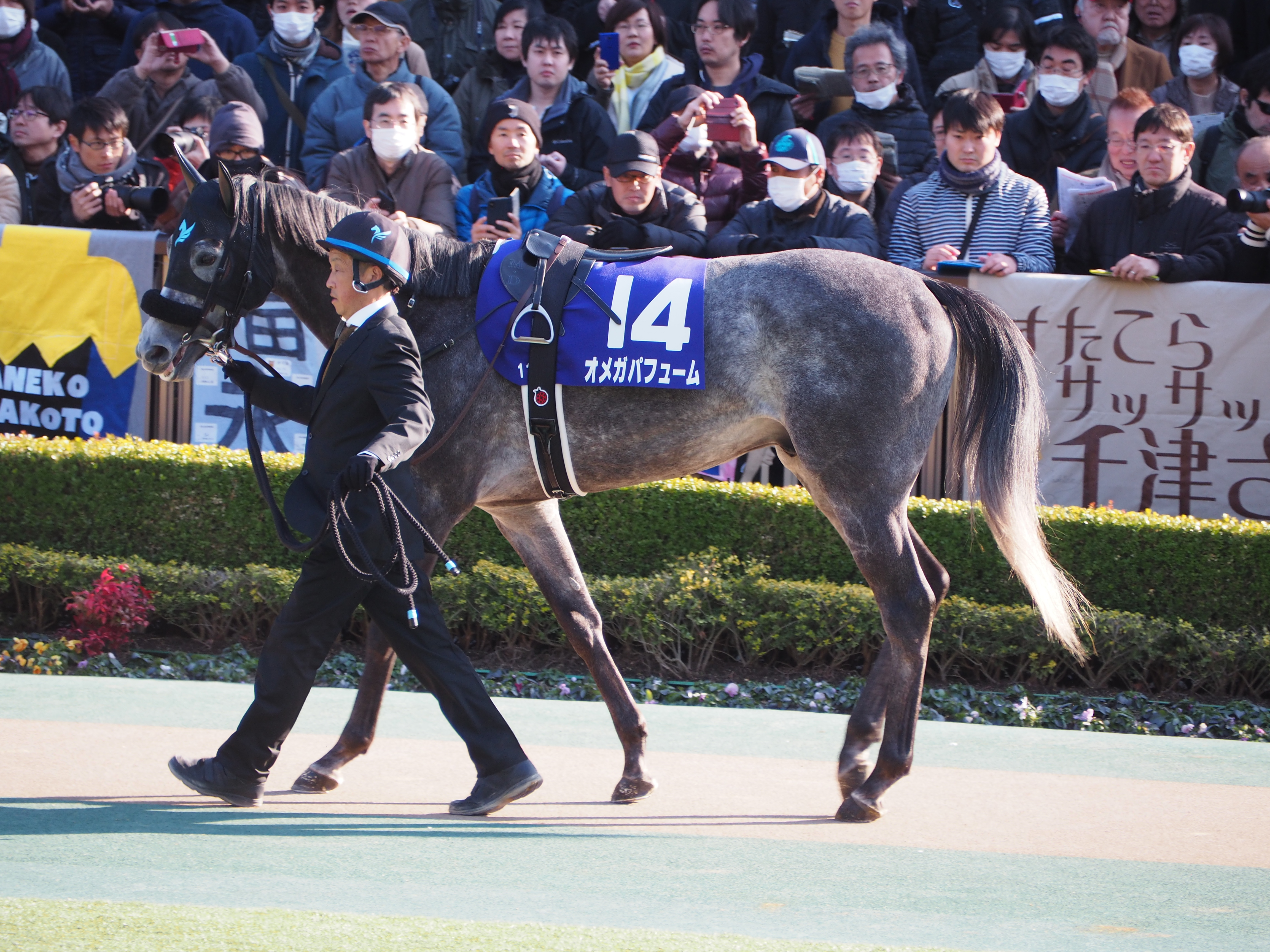
14　オメガパフューム

## レース結果

### レース展開

#### バックストレッチ
スタートでは、ノンコノユメが出遅れ集団から3馬身遅れ、前方ではサンライズソアが先頭に出て芝コースからダートコースに入った。ダートコースに入ると先頭のサンライズソアが控え、インティが進出、3番手のサクセスエナジーと先団を形成した。馬群は切れることなく好位でのレースを目論む4.5番手にモーニン、ワンダーリーデル、6番手にはゴールドドリームがつけた。後方では最後方であったノンコノユメがかかり外からまくり6番手あたりに進出、最後方にはサンライズノヴァやクインズサターン、コパノキッキングが待機で3コーナー通過、残り800ｍとなった。

#### 直線の攻防
4コーナー入口では、後方からコパノキッキングやサンライズノヴァが外に持ち出して追い出し、先頭集団の3頭変わらず通過、残り400メートルとなっても上位3頭変わらないが、先頭で逃げるインティが2頭に引き離して抜け出した。逃げるサンライズソアとサクセスエナジーは脚が止まり後退、代わりに後方の一番外にゴールドドリーム、その内のモーニン、さらに内にユラノトの3頭が同時に進出、しかしモーニンとユラノトら後続を突き放してゴールドドリームが2番手となり、逃げるインティを外から捉えにかかった。ゴール板にて2頭が馬体を併せて通過したが、内のインティがクビ差優勢での入線となった。追い込み勢では、ただ1頭コパノキッキングが大外から伸びたが先頭争いからは遠く離れた入線となった。

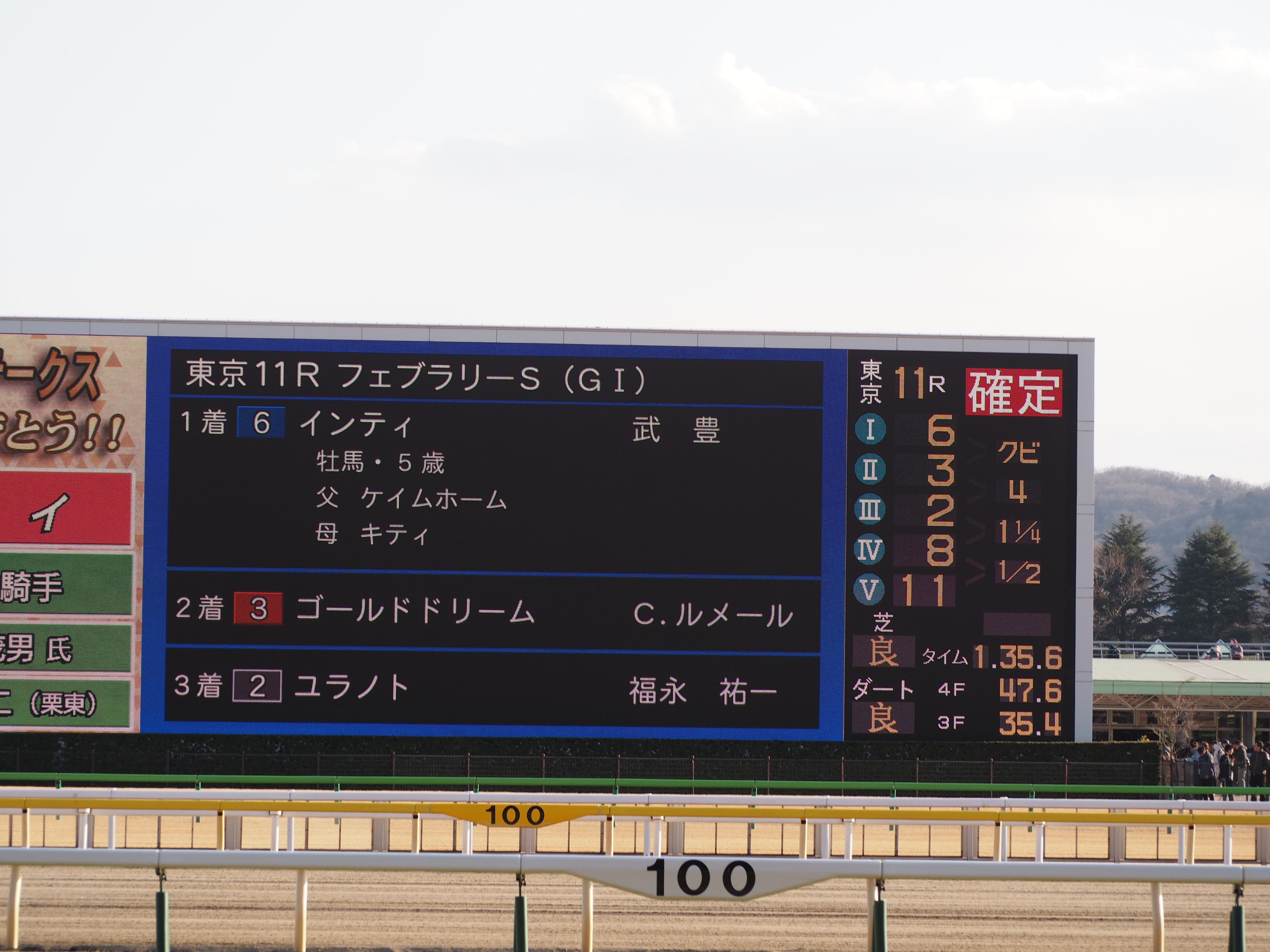
着順を確定した着順掲示板

### レース着順
以下の情報はnetkeiba.comによる。
| 着順 | 枠番 | 馬番 | 競走馬名         | 性齢 | 騎手       | 斤量 | タイム | タイム | タイム        | 人気 |
| 着順 | 枠番 | 馬番 | 競走馬名         | 性齢 | 騎手       | 斤量 | タイム | 着差   | 上がり3ハロン | 人気 |
| ---- | ---- | ---- | ---------------- | ---- | ---------- | ---- | ------ | ------ | ------------- | ---- |
| 1着  | 4    | 6    | インティ         | 牡5  | 武豊       | 57   | 1:35.6 |        | 35.4          | 1    |
| 2着  | 3    | 3    | ゴールドドリーム | 牡6  | C.ルメール | 57   | 1:35.6 | クビ   | 34.8          | 2    |
| 3着  | 2    | 2    | ユラノト         | 牡5  | 福永祐一   | 57   | 1:36.3 | 4      | 35.5          | 8    |
| 4着  | 5    | 8    | モーニン         | 牡7  | 和田竜二   | 57   | 1:36.5 | 1.1/4  | 35.9          | 9    |
| 5着  | 7    | 11   | コパノキッキング | セ4  | 藤田菜七   | 57   | 1:36.6 | 1/2    | 35.2          | 4    |
| 6着  | 6    | 10   | サンライズソア   | 牡5  | 田辺裕信   | 57   | 1:36.7 | クビ   | 36.3          | 5    |
| 7着  | 5    | 7    | サンライズノヴァ | 牡5  | 戸崎圭太   | 57   | 1:36.9 | 1.1/4  | 35.7          | 6    |
| 8着  | 4    | 5    | サクセスエナジー | 牡5  | 松山弘平   | 57   | 1:37.1 | 1      | 36.5          | 11   |
| 9着  | 6    | 9    | ワンダーリーデル | 牡6  | 柴田大知   | 57   | 1:37.2 | 1/2    | 36.6          | 14   |
| 10着 | 8    | 14   | オメガパフューム | 牡4  | M.デムーロ | 57   | 1:37.3 | 3/4    | 36.4          | 3    |
| 11着 | 1    | 1    | クインズサターン | 牡6  | 四位洋文   | 57   | 1:37.4 | 3/4    | 36.2          | 10   |
| 12着 | 7    | 12   | ノボバカラ       | 牡7  | F.ミナリク | 57   | 1:37.8 | 2      | 36.6          | 12   |
| 13着 | 8    | 13   | ノンコノユメ     | セ7  | 内田博幸   | 57   | 1:37.9 | 1/2    | 36.9          | 7    |
| 14着 | 3    | 4    | メイショウウタゲ | 牡8  | 北村宏司   | 57   | 1:37.9 | クビ   | 36.7          | 13   |

### 制裁
- ノンコノユメはスタート直後、枠内駐立不良のため発走調教再審査が科せられた

## 初のJRA所属女性騎手による騎乗

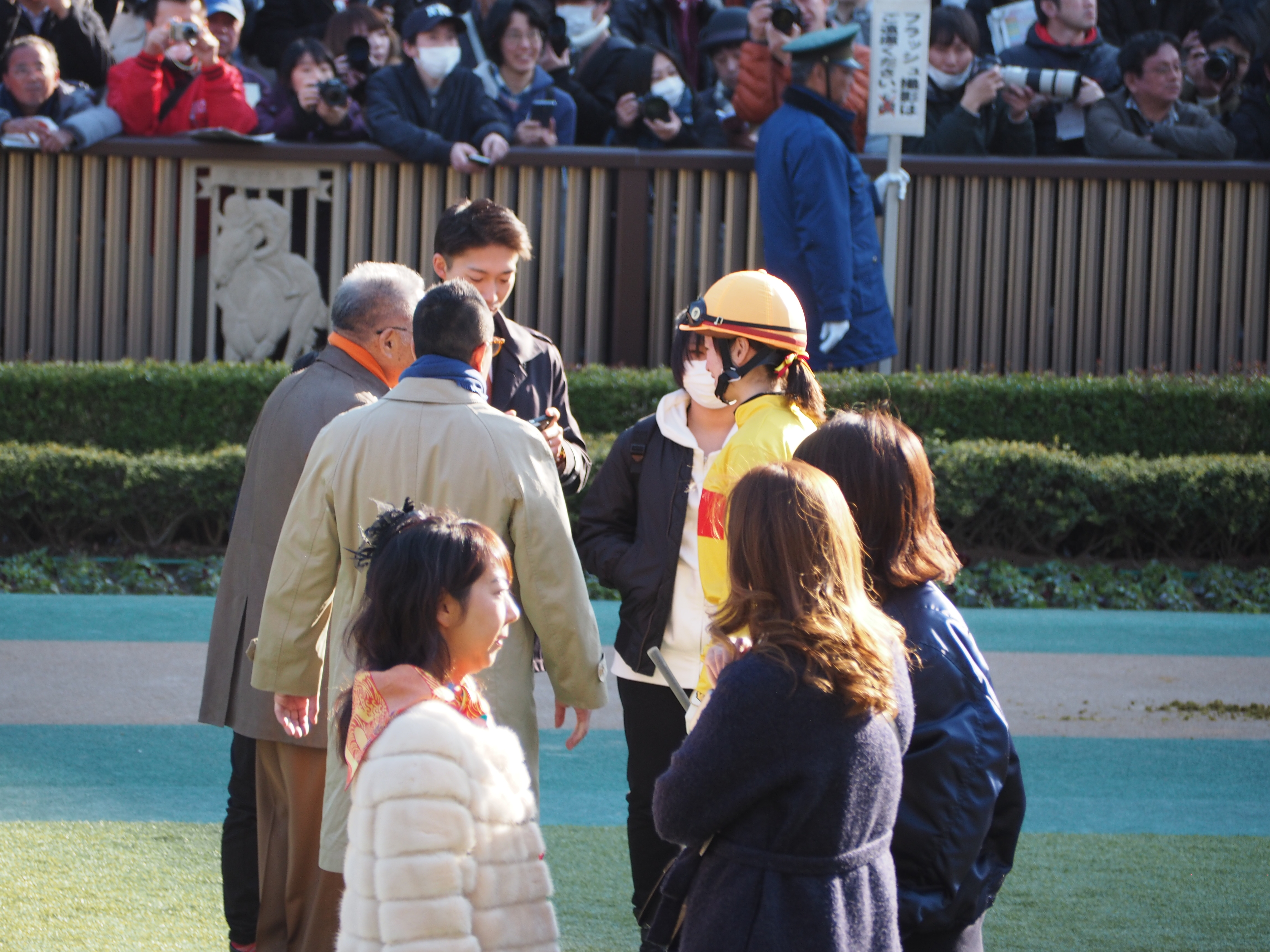
パドックで話をする小林祥晃と藤田菜七子

### データ
| 600m通過タイム | 35.8秒（インティ）         |
| 上がり4ハロン  | 47.6秒                     |
| 上がり3ハロン  | 35.4秒                     |
| 上がり最速     | 34.8秒（ゴールドドリーム） |

### 払戻
| 単勝   | 6         | 260円  |
| 複勝   | 6         | 130円  |
| 複勝   | 3         | 120円  |
| 複勝   | 2         | 340円  |
| 枠連   | 3-4       | 410円  |
| 馬連   | 3-6       | 430円  |
| ワイド | 3-6       | 230円  |
| ワイド | 2-6       | 1100円 |
| ワイド | 2-3       | 760円  |
| 馬単   | 6-3       | 750円  |
| 3連複  | 2 - 3 - 6 | 2310円 |
| 3連単  | 6 - 3 - 2 | 6620円 |

### データ
| 600m通過タイム | 35.8秒（インティ）         |
| 上がり4ハロン  | 47.6秒                     |
| 上がり3ハロン  | 35.4秒                     |
| 上がり最速     | 34.8秒（ゴールドドリーム） |

## 初のJRA所属女性騎手によるGI騎乗

### 藤田菜七子

#### 参戦の経緯
コパノキッキングは、1月27日に東京競馬場で行われた第33回根岸ステークス（GIII）にオイシン・マーフィーを鞍上に据え勝利、重賞2勝目となった。馬主である小林祥晃は、その表彰式を終えて、記者から次にどのレースを選択するかを尋ねられた。
と返答した。これまでにも小林は、藤田について「競馬サークルとしてスター騎手をつくっていくことは大事。うちの勝負服がよく似合う」とし、藤田を起用した理由は、女性騎手でやわらかく乗れるため、テンションの上がりやすいコパノキッキングには「手が合う」と考えたからである。JRAに初めて女性騎手が誕生してから23年、JRA所属の女性騎手として初めてGIに騎乗することとなった。
藤田は、フェブラリーステークスの騎乗依頼を受けたのは、根岸ステークスの行われた当日で、その日は中京競馬場で騎乗していた。その後コパノキッキングを管理する村山明調教師からの電話で「頼むねー」と騎乗依頼を受け、「本当に信じられないような感じでした」と振り返っていた。また、GIのイメージについては「競馬自体はそこまで変わるとは思わないけど、お客さんが多いですし、雰囲気は違ってくると思います。選ばれた人と、選ばれた馬しか乗れないレースだと思うので、そのレースに乗せていただくチャンスをいただいたことを、本当にうれしく思いますし、頑張らなければならないなと思います」と発言した。

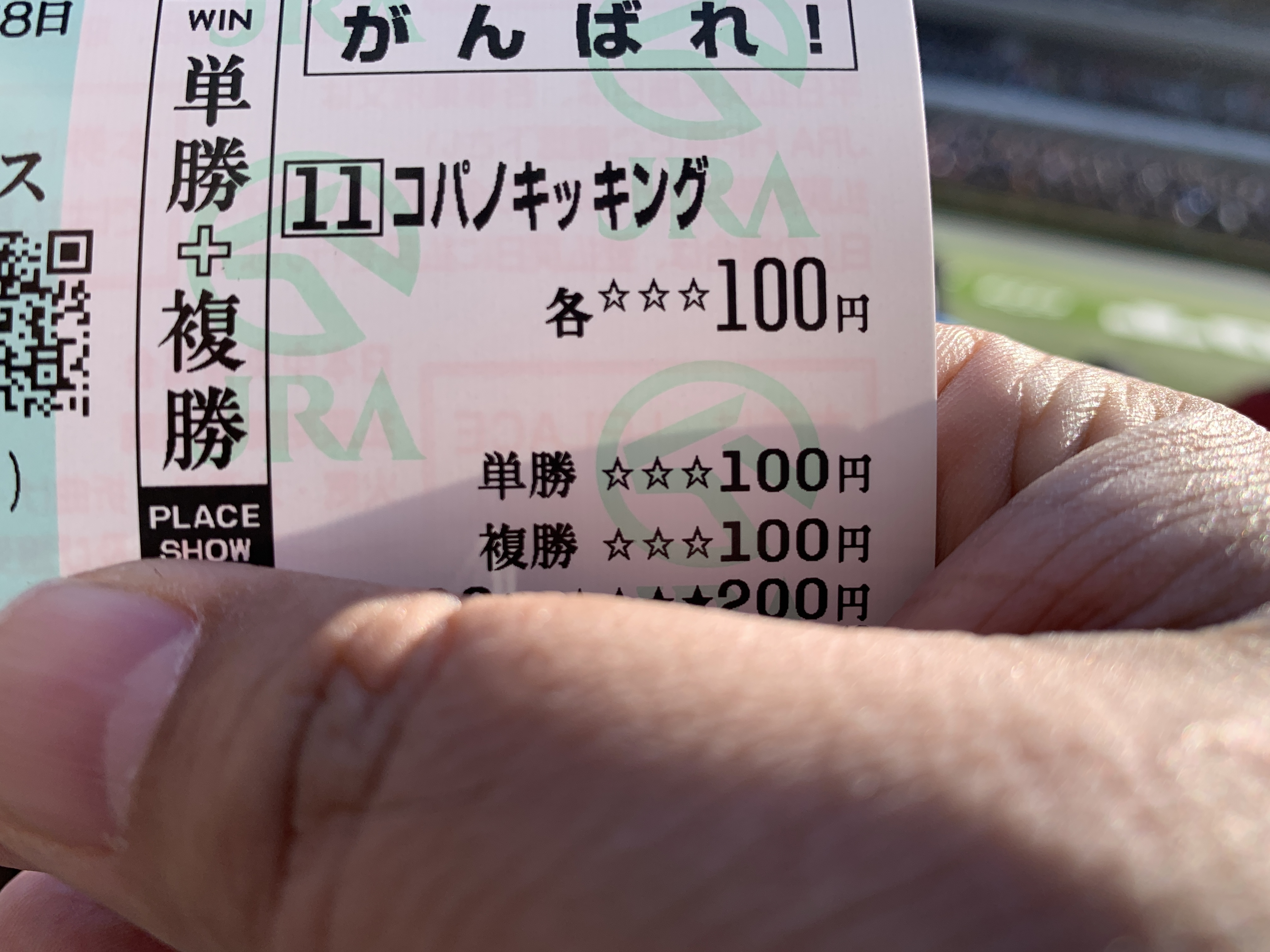
単勝オッズ9.4倍に推されたコパノキッキングのがんばれ馬券（単勝＋複勝）

#### レース当日

##### レース施行前
当日は「藤田効果」「菜七子効果」「菜七子フィーバー」と東京競馬場の入場者数は2018年と比べて21.8パーセント増加した6万1141人が詰めかけ、最終的に単勝オッズ9.4倍の4番人気に推された。馬主の小林は、早朝から長野県の諏訪大社を訪れて必勝祈願をし、さらに 自身のSNS でファンに競馬場にオレンジ色を身につけて来場するように呼び掛け、自身の事務所の女性所員全員がオレンジ色の着物で応援に駆け付けた。藤田も後ろ髪を小林の勝負服である黄色とオレンジのストライプの入ったリボンで束ねていた。

##### レース
7枠11番からのスタート直後、最後の直線の追い込みの伸びを望んで、位置を後方に下げ最後方で通過した。インティが逃げる中、最終コーナーは最後方14番手から一番外に位置取り、残り400メートル付近から藤田が左ムチが入れられて加速し、上がり3ハロンを出走メンバー中2位の35.2秒の末脚を使って追い上げた。しかし逃げたインティや先行していたゴールドドリーム、内で粘っていたユラノトとモーニンを捉えることができずに5着に終わり、JRA所属の女性騎手として史上初GI騎乗での優勝はならなかった。しかし、JRA所属の女性騎手で史上初めてGIの掲示板（5着以内）に入り、歴代JRA所属女性騎手の重賞最高着順を記録した。

##### レース後
藤田はレース後、「（コパノ）キッキング自身は凄く頑張って伸びてきてくれましたが…。最後は届きませんでした」とし、「東京競馬場のダート1600メートルは何度も経験しているコースなのに、今日は違った景色に見えた。競馬場自体の盛り上がりが凄くて、ファンファーレと歓声を聞いた時は初めて馬場の中で泣きそうになりました」と振り返った。
小林は、「展開が向かなかった。正攻法で、完璧に乗ってくれた。次はどうする?菜七子でブリーダーズカップなんていいね。コーナー4つのコースはどう思う?かしわ記念なんかも考えているんだけど」と藤田に言い、握手を交わした。
このレースの騎乗を評価した陣営は、藤田とコパノキッキングのコンビ継続をすぐに決定、5月6日に船橋競馬場で行われるかしわ記念（JpnI）を次のレースと選択するとした。このコンビでの重賞制覇、並びに藤田の女性騎手史上初の重賞勝利は同年10月の第53回東京盃に持ち越されることとなる。

## 記録

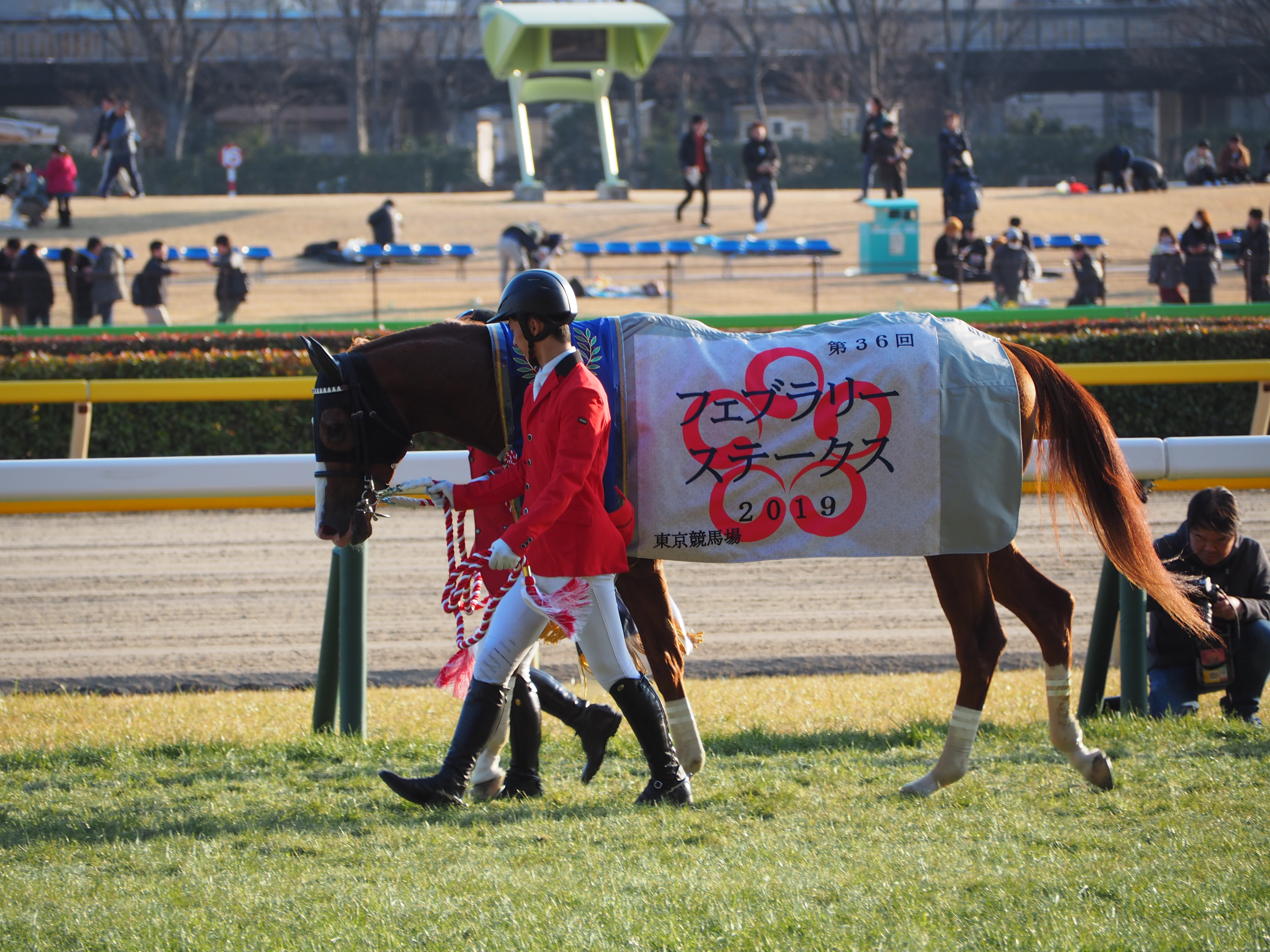
優勝したインティに優勝レイがかけられる

### インティ
- 優勝したインティは、GI初勝利、重賞2勝目[49]。2017年6月11日の阪神競馬場での未勝利戦（ダート1800メートル）の初勝利[50]から続く連勝を伸ばし7連勝、重賞2連勝となった[49]。
- 騎乗した武豊は、フェブラリーステークス5勝目[49]。（2003年のゴールドアリュール[51]、2006年のカネヒキリ[52]、2008年のヴァーミリアン[53]、2015年のコパノリッキー[54]）。GIは通算76勝目で、2017年12月の第62回有馬記念をキタサンブラックで制して以来の1年2か月ぶりの勝利[55]。
- 管理する野中賢二は、開業12年目で中央GI初勝利[55]、またフェブラリーステークス初勝利[49]。
- 所有する武田茂男は、馬主歴15年目で初のGI勝利[56]。

### その他
- フェブラリーステークスの売り上げは、2018年と比べて17.2パーセント増加した151億3万8200円[40]。フェブラリーステークスで売り上げが150億以上を記録したのは13年ぶり[40]。
- フェブラリーステークス当日の東京競馬場の入場者数は、2018年と比べて21.8パーセント増加した6万1141人[40]。フェブラリーステークス当日の東京競馬場の入場者数が6万人以上となるのは9年ぶりであった[40]。

## エピソード

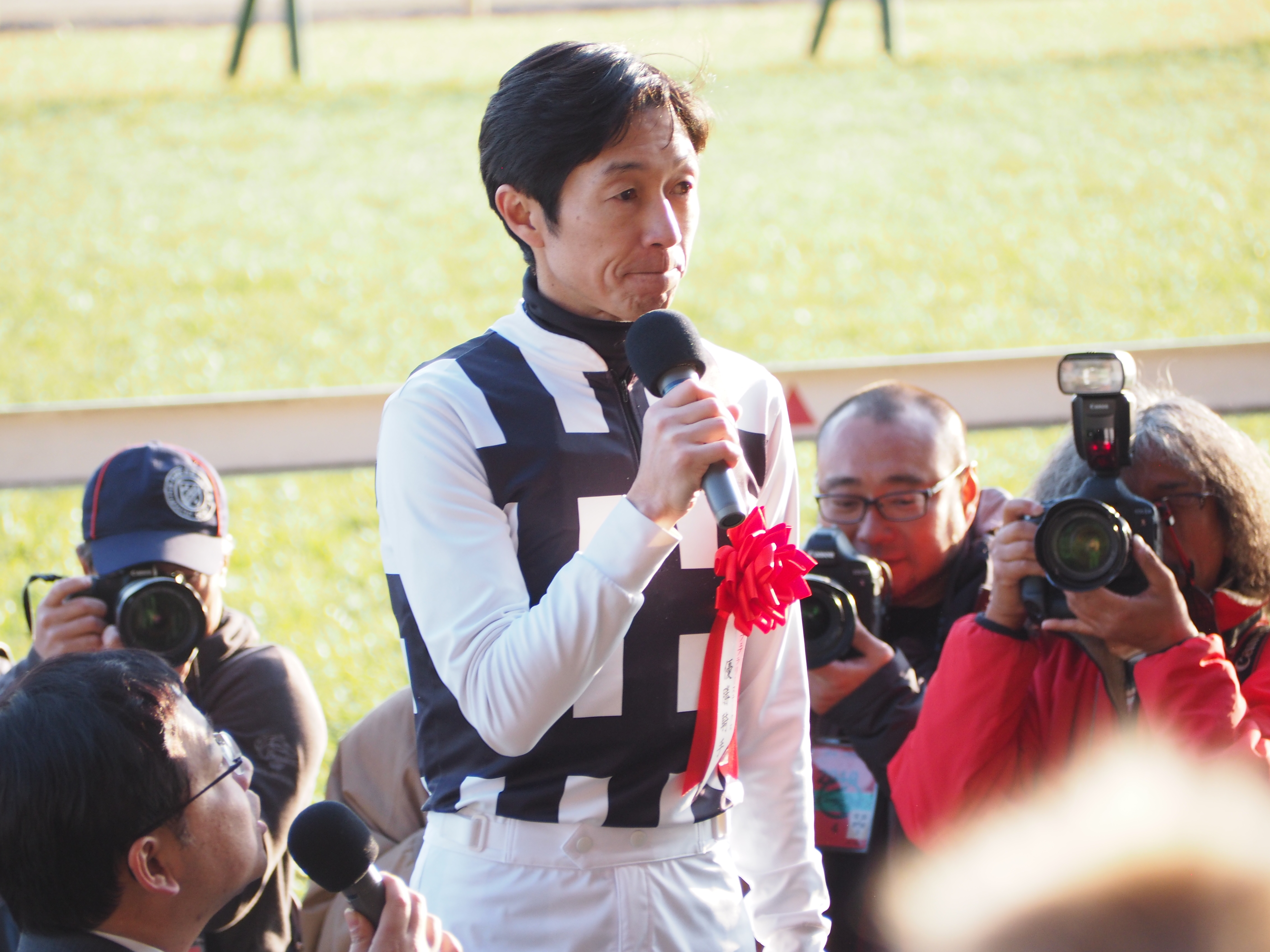
優勝インタビューを受ける武豊

### インティ
- 騎乗した武豊は、「強かったですね。いいスタートが切れましたし、周りを見て先手を主張して行きました。やる気がありすぎて返し馬でも止まらないくらいだったので、自滅だけはしないように気をつけて乗りました。道中はいいリズムで、いいペースで走れましたし、4コーナーを回ったらリードを広げようと思っていましたが、その通りに行けました。強い馬が来る前にセーフティリードを取れました。去年の夏に初めて乗ってから期待していましたし、ここまでになってくれて嬉しいです。まだまだ伸びしろもあると思います。ニュースターの誕生ですし、是非これからも応援してください」と振り返った[57]。
- 管理する野中賢二調教師は、「前回、輸送の競馬が久々だったのでテンションが高くなり心配しましたが、武騎手がうまくなだめてくれて、レースには影響ありませんでした。最初の3ハロンのラップが激流にならないよう、巻き込まれないようにということを、戦前、武騎手とは話しました。芝スタートは心配していませんでしたし、先頭に立つまでも無理せず行けていましたから、急に失速するようなことはないなと序盤で思いました。直線で手前を替えていませんでしたから、最後は厳しいかと思いましたが、押し切ってくれて、改めてすごい馬だと思いましたし、勝ててホッとしました。体質が弱く、なかなか順調に使えない中、連勝で一気にGIまで勝ってしまう馬はそうそういません。まだまだ荒削りで課題が多い馬ですが、今後もしっかりやっていきたいと思います。今日は、前走の後よりもレースを走った感じが、馬の息遣いなどからも感じました。1週間くらい馬の様子をしっかり見て、ケアして、今後のことを決めたいと思います」とした[57]。
- 所有する武田茂男は、かつてメジロ牧場の場長であった。レースの施行された2月17日はメジロ牧場の創設者であった北野豊吉の命日であった[56]。また、インティに割り振られたのは「4枠6番」、武田の誕生日が「4月6日」であったため、勝利を確信したことも明かした[56]。

### ゴールドドリーム
- 騎乗したクリストフ・ルメールは、「惜しかったです。いい競馬が出来て、最後もよく伸びました。勝った馬は強かったです。でも今日は勝った馬はプレッシャーを受けることなくマイペースでしたからね。とにかく今日は勝った馬におめでとうと言いたいレースです。また2着で残念です」とした[57]。

### ユラノト
- 騎乗した福永祐一は、「内枠でしたし、インコースをロスなく走ってよく3着まで追い上げてくれました。この馬はまだこれから力をつけていく馬です。今日のレースがいい経験になったと思います」とした[57]。

### モーニン
- 騎乗した和田竜二は、「いつものように流れに乗って気持ち良く走らせようと思っていました。いい形でレースは出来たのですが、流れが遅すぎました。馬群には怯むことはありませんでしたが、もう少しペースが流れて欲しかったですね」とした[57]。

### コパノキッキング
- 騎乗した藤田菜七子は、「距離は大丈夫でした。レース中、ハミを噛むところがあったのでもう少しペースが流れて欲しかったです」とした[57]。

### サンライズソア
- 騎乗した田辺裕信は、「スタートを上手に出ていい位置でレースが出来ました。ただ、ペースが上がった時に十分に反応が出来ませんでした。もう少し早く動いて行きたかったのですが...」とした[57]。

### サンライズノヴァ
- 騎乗した戸崎圭太は、「前回よりいいレースをしてくれました。最後はよく差して来ています」とした[57]。

### サクセスエナジー
- 騎乗した松山弘平は、「直線に向いてもうひと伸びあれば、という感じだった」とした[58]。

### ワンダーリーデル
- 騎乗した柴田大知は、「頑張って走ってくれたし、最高の競馬はできたと思う」とした[58]。

### オメガパフューム
- 騎乗したミルコ・デムーロは、「スタートは良かったですし、いい位置でレースは出来たのですが、最後に伸びませんでした」とした[57]。

### クインズサターン
- 騎乗した四位洋文は、「GIなので勝負どころでもまれる。その分なのか、最後まで伸びきれませんでした」とした[58]。

### ノボバカラ
- 騎乗したフィリップ・ミナリクは、「馬は頑張った。理想はもうちょっと前のポジションをとれたら良かった。このクラスになると距離的にはちょっと長いかな」とした[58]。

### ノンコノユメ
- 騎乗した内田博幸は、「気持ちよく走りすぎた。前半集中しちゃって、後半集中できなかった」とした[58]。

### メイショウウタゲ
- 騎乗した北村宏司は、「流れがもうひとつ」とした[58]。

## テレビ・ラジオ中継
- ラジオNIKKEI（含・グリーンチャンネル・BS11[注 4]）
  - 実況：大関隼（東京本社）
- フジテレビ
  - 実況：酒主義久
  - 解説：板津雄志 （サンケイスポーツ）、細江純子
  - パドック実況兼勝利ジョッキーインタビュー：青嶋達也